# バナナマンのせっかくグルメ!!
『バナナマンのせっかくグルメ!!』は、TBS系列で2014年6月28日から断続的に放送されているグルメバラエティ番組であり、バナナマンの冠番組。略称は「せっかくグルメ」。
本項目では、2021年4月4日より日曜早朝に放送されている関連番組『バナナマンの早起きせっかくグルメ!!』（バナナマンのはやおきせっかくグルメ）についても併せて取り扱うものとする。

## 概要
バナナマンが日本全国のおいしい「地元メシ」を紹介するグルメバラエティ番組。日本全国、地元の人がその土地を訪れた人に「ぜひ食べてもらいたい!」と思う絶品グルメがあり、旅人が各地方を巡り、地元の方々が薦める絶品ご当地グルメを食べていく。
旅人の日村、もしくはロケゲストが「せっかく××に来たんだから○○食べていきなさい!」と書かれたパネルを持って出会った人々に聞き込みを行い、その土地の名産を使ったグルメや地元で有名なお店など、そこに住んでいる人が知っている飲食店やメニューなどの情報を引き出して実際にその店に出向き食していく。
日村が旅人として出演する際、ロケ先にいる日村の顔面のアップ映像から始まり、「どうも〜日村です〜!」「さぁ今回、私は○○にやって参りました〜!」と自己紹介、ロケ地の紹介を日村が行うのが恒例。日村が現地へ向かう場合は黄色を基調とした日産・フィガロを自ら運転して移動し、車内のシーン（ヒットソングの熱唱、運転中の素の表情など）や店舗併設駐車場（無い場合は最寄りのコインパーキング）に駐車→降車する際の様子（特に隣の車や建物の壁などの構造物との距離が狭い時）も放送される。
番組テーマソングとして、ディズニー映画『南部の唄』（1946年）の挿入歌である「Zip-a-Dee-Doo-Dah」が使用されており、使用に当たってはDreamers Union Choirによる替え歌アレンジが施されている。
音声多重放送（副音声）を用いており、副音声では主音声で流れるVTRの音量を抑えた上で、スタジオでVTRを鑑賞している出演者のトーク音声をメインに流すというオーディオコメンタリー調で放送されている。そのため、副音声を選択するとVTRとスタジオ出演者のコメントを同時に楽しむことができる。

### 日村ロボ
2020年7月19日放送分からは、新型コロナウイルス感染症対策の一環で番組が用意したモニター付きの日村ロボをロケ地域に設置し（概ね2か所）、日村ロボを介して日村やゲストが地元の人へのオススメグルメのインタビューを遠隔通話で実施する形式となった。せっかくファミリーからはギャル曽根ロボ、メンディーロボ、スバにぃロボ（正式では木村昴ロボ）が登場した。
またコロナ禍以降のリモート聞き込みの際は、ロケ出演者が自ら電話で店にアポ取りの電話をかける様子も放送される。とりわけ日村は、電話口で自分の素性を明かす際に必ず「東京でバナナマンというお笑いやってます日村と申します」と、丁寧にアポイントを取るのが恒例となっている。
2021年2月14日放送分より、緊急事態宣言発出の間は赤坂のスタジオにて、グリーンバックで合成するという形式が取られた（日村の衣装は黄色と青）。また7月18日放送分ではテイクアウトグルメとして、日村が名所を舞台に食す企画が放送された。この企画では特別道具として、グルメ保温リュック（通称：ヒームーEATS）が用意された。
2022年12月4日放送分の下関ロケ（旅人・日村）から、聞き込みロケを再開した。自動車での移動、電話のアポ取りは継続されているほか、日村以外のゲストが旅人となる場合（主に大スターの出演が該当しており、街頭などでの混乱を防ぐためと見られる）は日村ロボでの対応となることもある。

### 放送時間帯の変遷
当初は2014年6月28日と10月5日の『スパニチ!!』枠にて、2度にわたり単発番組として放送。その後2015年4月21日未明（20日深夜）から7月6日まで、最初のレギュラー放送が実施された（第1期）。
第1期の終了後、3度の単発番組としての放送を挟み、2016年10月2日から2019年3月24日まで、日曜の夕方にて2度目のレギュラー放送（第2期）を実施。開始当初の半年間は、後続番組のフライングスタートの関係から18:30 - 18:55（JST）までの25分番組として放送され、2017年度以降はその廃止に伴って19:00までの30分番組へと拡大された。また第2期では、スタッフクレジットを番組オープニングにまとめて表示する構成が取られていた。
第2期の終了とともに、地上波でのレギュラー放送も一旦終了し、地上波では不定期特番としての放送に移行。また、2019年4月27日から2022年4月2日まで、BS-TBS・BS-TBS 4Kにて地上波レギュラー版の過去の放送分が、「傑作選」として毎週土曜17:30 - 18:00（JST）に放送された。
本番組の三度のレギュラー化が発表されたのは、第2期終了から1年後の2020年3月のことで、放送時間帯を日曜20時台へと移し、2020年4月5日から2022年3月20日までレギュラー放送（第3期第1シリーズ）が実施された。第3期開始当初は、直前の18時台後半 - 19時台に放送されていた『坂上&指原のつぶれない店』と本番組とで、週替りで拡大スペシャルを放送するという編成が取られていた。2020年7月5日放送分以降は通常編成での放送も増えたものの、この週替りでの拡大スペシャル編成は後述の放送時間変更を経て、2024年3月現在も継続されている。
2020年12月31日（木）には「大みそかスペシャル」として、番組最長の5時間スペシャルが19:00 - 23:45に放送され、番組初となる生放送も実施された。
2022年4月の番組改編に伴い、本番組も放送開始時間を90分繰り上げると同時に、放送時間も90分に拡大する形で、レギュラー第2期以来の18:30開始に変更された。後番組には、前出の『坂上&指原のつぶれない店』が60分繰り下げという形で充てられた。この90分枠での放送は、その後同年10月の番組改編で18時台後半にて『ベスコングルメ 〜ベストコンディションで最高の瞬間を!〜』の放送が開始するまで継続され、同改編以降は19:00開始の60分番組へと再度移行した。

### バナナマンの早起きせっかくグルメ!!
本番組のレギュラー番組の早朝版として、2021年4月4日より毎週日曜6:00 - 6:45（JST）に『バナナマンの早起きせっかくグルメ!!』（以下、「早起き版」）が放送されている。
「早起き版」のコンセプトは、「朝から全国の美味しいグルメを見て→お腹を空かせて→最高に美味しい朝ごはんを食べる」である。「早起き版」では、通常版同様のグルメ情報（過去に放送した傑作選）に加えて「早起き版」独自の企画を放送。『せっかくパワーグルメ』は、働く人々に活力となる飲食店のメニューを職場にて聞き込み、日村が実際に飲食店に訪れて食すというものである。その際、日村は「せっかく××に来たなら○○食べてパワー満点!」と書かれたパネルを持って聞き込みを行う。『写真で空腹!せっかくフォトグルメ』は、見るだけで腹ペコになるグルメ写真を視聴者から募集して放送する。コーナー初回はバナナマンの2人が紹介した。『せっかく今すぐグルメ』は、全国の生産者が今すぐ食べるべき旬の食材を紹介する。『せっかく宿の朝ごはん』は、宿の朝ごはんを愛する設楽にアピールしたい宿泊施設を募集して朝ごはんを紹介する。『せっかく朝ごはん!』は、あるテーマに沿った（美味しいトーストの食べ方など）美味しい朝ごはんの食べ方を視聴者から募集し、それをバナナマンが実食する。

## 出演者
- バナナマン
  - 設楽統 - スタジオ進行[注 11]
  - 日村勇紀 - 旅人[注 12]
- 通常版ではスタジオゲストも出演。早起き版ではバナナマンのみの出演。

### ナレーション
旅担当ナレーション
- 山内あゆ（TBSアナウンサー）
  - 2017年3月12日放送分まで全体ナレーションを担当。早起き版の開始後は同番組のナレーションも兼任。

グルメ担当ナレーション
- 真地勇志（2017年3月19日放送分 - ）
- 服部伴蔵門（2020年1月26日放送分 - ）

## 放送リスト

### 特別番組
| 回 | 放送日         | 放送時間      | 行き先                 | ロケ出演者 | スタジオゲスト                       | 備考         |
| -- | -------------- | ------------- | ---------------------- | ---------- | ------------------------------------ | ------------ |
| 01 | 06月28日（土） | 14:00 - 15:00 | 北海道野付郡別海町     | 日村勇紀   | 石井一久、カンニング竹山、ホラン千秋 | スパニチ!!枠 |
| 01 | 06月28日（土） | 14:00 - 15:00 | 兵庫県南あわじ市       | 石井一久   | 石井一久、カンニング竹山、ホラン千秋 | スパニチ!!枠 |
| 02 | 10月05日（日） | 14:00 - 15:24 | 青森県西津軽郡鰺ヶ沢町 | 日村勇紀   | 鈴木奈々、槙原寛己                   | スパニチ!!枠 |
| 02 | 10月05日（日） | 14:00 - 15:24 | 三重県松阪市           | 槙原寛己   | 鈴木奈々、槙原寛己                   | スパニチ!!枠 |
| 02 | 10月05日（日） | 14:00 - 15:24 | しまなみ海道           | やしろ優   | 鈴木奈々、槙原寛己                   | スパニチ!!枠 |

| 回 | 放送日         | 放送時間      | 行き先           | ロケ出演者 | スタジオゲスト | 備考 |
| -- | -------------- | ------------- | ---------------- | ---------- | -------------- | ---- |
| 03 | 11月07日（土） | 15:30 - 17:00 | 栃木県足利市     | 浜口京子   | 松岡茉優       |      |
| 03 | 11月07日（土） | 15:30 - 17:00 | 鹿児島県志布志市 | 日村勇紀   | 松岡茉優       |      |

| 回 | 放送日         | 放送時間      | 行き先       | ロケ出演者 | スタジオゲスト | 備考 |
| -- | -------------- | ------------- | ------------ | ---------- | -------------- | ---- |
| 04 | 05月15日（日） | 18:30 - 19:00 | 千葉県館山市 | 日村勇紀   | 黒木華         |      |
| 05 | 08月14日（日） | 18:30 - 18:55 | 千葉県銚子市 | 日村勇紀   | 高橋真麻       |      |

| 回 | 放送日   | 放送時間       | 行き先                 | ロケ出演者           | スタジオゲスト                       | 備考      |
| -- | -------- | -------------- | ---------------------- | -------------------- | ------------------------------------ | --------- |
| 06 | 04月01日 | 23:56 - 翌0:55 | 沖縄県那覇市安里       | 日村勇紀             | 朝日奈央                             | [ 注 13 ] |
| 06 | 04月01日 | 23:56 - 翌0:55 | 京都府京都市右京区西院 | 村上佳菜子           | 朝日奈央                             | [ 注 13 ] |
| 07 | 05月19日 | 18:30 - 20:00  | 北海道札幌市           | 日村勇紀             | ホラン千秋、川田裕美                 |           |
| 07 | 05月19日 | 18:30 - 20:00  | 沖縄県那覇市           | 滝沢カレン、佐藤栞里 | ホラン千秋、川田裕美                 |           |
| 07 | 05月19日 | 18:30 - 20:00  | 福岡県福岡市           | ギャル曽根           | ホラン千秋、川田裕美                 |           |
| 08 | 07月21日 | 18:00 - 19:57  | 北海道十勝郡           | 日村勇紀             | 森泉、朝日奈央                       |           |
| 08 | 07月21日 | 18:00 - 19:57  | 沖縄県石垣島           | 佐藤栞里             | 森泉、朝日奈央                       |           |
| 08 | 07月21日 | 18:00 - 19:57  | 大阪府大阪市           | ギャル曽根           | 森泉、朝日奈央                       |           |
| 08 | 07月21日 | 18:00 - 19:57  | 三重県伊勢市           | IKKO、DJ KOO（TRF）  | 森泉、朝日奈央                       |           |
| 09 | 09月22日 | 18:30 - 20:00  | 宮崎県宮崎市           | 日村勇紀             | アンミカ、朝日奈央                   |           |
| 09 | 09月22日 | 18:30 - 20:00  | 広島県広島市           | 滝沢カレン、川田裕美 | アンミカ、朝日奈央                   |           |
| 09 | 09月22日 | 18:30 - 20:00  | 兵庫県神戸市           | ギャル曽根           | アンミカ、朝日奈央                   |           |
| 10 | 10月13日 | 18:00 - 20:00  | 鹿児島県鹿児島市       | 日村勇紀             | 生田絵梨花（当時・乃木坂46）、SHELLY |           |
| 10 | 10月13日 | 18:00 - 20:00  | 新潟県南魚沼市         | 福士蒼汰、菜々緒     | 生田絵梨花（当時・乃木坂46）、SHELLY |           |
| 10 | 10月13日 | 18:00 - 20:00  | 広島県広島市           | ギャル曽根           | 生田絵梨花（当時・乃木坂46）、SHELLY |           |
| 10 | 10月13日 | 18:00 - 20:00  | 大阪府大阪市           | ギャル曽根           | 生田絵梨花（当時・乃木坂46）、SHELLY |           |
| 10 | 10月13日 | 18:00 - 20:00  | 京都府京都市           | 村上佳菜子、浜口京子 | 生田絵梨花（当時・乃木坂46）、SHELLY |           |

| 回 | 放送日   | 放送時間      | 行き先                    | ロケ出演者                           | スタジオゲスト                         | 備考 |
| -- | -------- | ------------- | ------------------------- | ------------------------------------ | -------------------------------------- | ---- |
| 11 | 01月26日 | 18:30 - 20:54 | 大分県大分市              | 日村勇紀                             | 指原莉乃、新井恵理那                   |      |
| 11 | 01月26日 | 18:30 - 20:54 | 新潟県湯沢町              | 竹内涼真、鈴木亮平                   | 指原莉乃、新井恵理那                   |      |
| 11 | 01月26日 | 18:30 - 20:54 | 北海道札幌市              | ギャル曽根                           | 指原莉乃、新井恵理那                   |      |
| 11 | 01月26日 | 18:30 - 20:54 | 福井県越前町              | 朝日奈央、王林（当時・りんご娘）     | 指原莉乃、新井恵理那                   |      |
| 12 | 02月09日 | 18:30 - 20:54 | 長崎県佐世保市            | 日村勇紀                             | 白石麻衣（当時・乃木坂46）、雛形あきこ |      |
| 12 | 02月09日 | 18:30 - 20:54 | 栃木県宇都宮市            | 千葉雄大、飯尾和樹（ずん）           | 白石麻衣（当時・乃木坂46）、雛形あきこ |      |
| 12 | 02月09日 | 18:30 - 20:54 | 石川県金沢市              | ギャル曽根                           | 白石麻衣（当時・乃木坂46）、雛形あきこ |      |
| 12 | 02月09日 | 18:30 - 20:54 | 鹿児島県指宿市            | 川田裕美、安藤なつ（メイプル超合金） | 白石麻衣（当時・乃木坂46）、雛形あきこ |      |
| 13 | 03月01日 | 18:30 - 20:54 | 熊本県熊本市              | 日村勇紀                             | 高橋真麻、福地桃子                     |      |
| 13 | 03月01日 | 18:30 - 20:54 | 神奈川県小田原市          | DA PUMP                              | 高橋真麻、福地桃子                     |      |
| 13 | 03月01日 | 18:30 - 20:54 | 北海道札幌市&石川県金沢市 | ギャル曽根                           | 高橋真麻、福地桃子                     |      |
| 13 | 03月01日 | 18:30 - 20:54 | 島根県出雲市              | 佐藤栞里、滝沢カレン                 | 高橋真麻、福地桃子                     |      |

### 月曜深夜時代
| 回 | 放送日   | 行き先             | ロケ出演者             | スタジオゲスト | 備考                          |
| -- | -------- | ------------------ | ---------------------- | -------------- | ----------------------------- |
| 01 | 04月21日 | 石川県七尾市能登島 | 日村勇紀               | YOU            |                               |
| 02 | 04月28日 | 石川県七尾市能登島 | 日村勇紀               | YOU            |                               |
| 03 | 05月05日 | 熊本県阿蘇         | じゅんいちダビッドソン | 鈴木奈々       |                               |
| 04 | 05月12日 | 熊本県阿蘇         | じゅんいちダビッドソン | 鈴木奈々       |                               |
| 05 | 05月19日 | 北海道上川郡清水町 | 日村勇紀               | 小島瑠璃子     |                               |
| 06 | 05月26日 | 北海道上川郡清水町 | 日村勇紀               | 小島瑠璃子     |                               |
| 07 | 06月02日 | 北海道上川郡清水町 | 日村勇紀               | 小島瑠璃子     |                               |
| 07 | 06月02日 | 山口県下関市       | 篠原信一               | YOU            |                               |
| 08 | 06月09日 | 山口県下関市       | 篠原信一               | YOU            |                               |
| 09 | 06月16日 | 新潟県長岡市寺泊町 | 鈴木奈々               | 鈴木奈々       |                               |
| 10 | 06月23日 | 新潟県長岡市寺泊町 | 鈴木奈々               | 鈴木奈々       |                               |
| 10 | 06月23日 | 秋田県由利本荘市   | 渡辺直美               | 鈴木奈々       |                               |
| 11 | 06月30日 | 秋田県由利本荘市   | 渡辺直美               | 鈴木奈々       |                               |
| 12 | 07月06日 | 鳥取県東伯郡琴浦町 | 日村勇紀               | 小島瑠璃子     | 月曜 23:53 - 翌1:08の75分SP。 |

### 日曜夕方時代

#### 18:30 - 18:55

##### 2016年
| 回 | 放送日   | 行き先                                   | ロケ出演者 | スタジオゲスト          | 備考      |
| -- | -------- | ---------------------------------------- | ---------- | ----------------------- | --------- |
| 13 | 10月02日 | 北海道斜里郡斜里町                       | 日村勇紀   | 土屋太鳳                | [ 注 14 ] |
| 14 | 10月16日 | 北海道斜里郡斜里町                       | 日村勇紀   | 土屋太鳳                |           |
| 15 | 10月23日 | 山口県大島郡周防大島町屋代島（周防大島） | 日村勇紀   | 広瀬アリス              |           |
| 16 | 10月30日 | 山口県大島郡周防大島町屋代島（周防大島） | 日村勇紀   | 広瀬アリス              |           |
| 17 | 11月06日 | 兵庫県篠山市（現・丹波篠山市）           | 日村勇紀   | 指原莉乃（当時・HKT48） |           |
| 18 | 11月13日 | 兵庫県篠山市（現・丹波篠山市）           | 日村勇紀   | 指原莉乃（当時・HKT48） |           |
| 19 | 11月20日 | 佐賀県藤津郡太良町                       | 日村勇紀   | 広瀬アリス              |           |
| 20 | 11月27日 | 佐賀県藤津郡太良町                       | 日村勇紀   | 広瀬アリス              |           |
| 21 | 12月04日 | 新潟県三島郡出雲崎町                     | 日村勇紀   | 黒木華                  |           |
| 22 | 12月11日 | 新潟県三島郡出雲崎町                     | 日村勇紀   | 黒木華                  |           |
| 23 | 12月18日 | 群馬県甘楽郡下仁田町                     | 日村勇紀   | 佐藤栞里                |           |
| 24 | 12月25日 | 群馬県甘楽郡下仁田町                     | 日村勇紀   | 佐藤栞里                |           |

##### 2017年
| 回 | 放送日   | 行き先               | ロケ出演者 | スタジオゲスト             | 備考      |
| -- | -------- | -------------------- | ---------- | -------------------------- | --------- |
| 25 | 01月08日 | 秋田県にかほ市       | 日村勇紀   | 広瀬アリス                 |           |
| 26 | 01月15日 | 秋田県にかほ市       | 日村勇紀   | 広瀬アリス                 |           |
| 27 | 01月22日 | 山形県飽海郡遊佐町   | 日村勇紀   | 鈴木奈々                   |           |
| 28 | 01月29日 | 茨城県土浦市         | 日村勇紀   | 吉岡里帆                   | [ 注 15 ] |
| 29 | 02月05日 | 茨城県土浦市         | 日村勇紀   | 吉岡里帆                   | [ 注 15 ] |
| 30 | 02月19日 | 富山県氷見市         | 日村勇紀   | 三田寛子                   |           |
| 31 | 02月26日 | 富山県氷見市         | 日村勇紀   | 三田寛子                   |           |
| 32 | 03月05日 | 静岡県賀茂郡東伊豆町 | 日村勇紀   | 生駒里奈（当時・乃木坂46） |           |
| 33 | 03月12日 | 静岡県賀茂郡東伊豆町 | 日村勇紀   | 生駒里奈（当時・乃木坂46） |           |
| 34 | 03月19日 | 千葉県鴨川市         | 日村勇紀   | 高橋真麻                   |           |

#### 18:30 - 19:00

##### 2017年
| 回 | 放送日   | 行き先                        | ロケ出演者           | スタジオゲスト                                                       | 備考                    |
| -- | -------- | ----------------------------- | -------------------- | -------------------------------------------------------------------- | ----------------------- |
| 35 | 04月02日 | 同放送分より5分拡大。         |                      |                                                                      |                         |
| 36 | 04月16日 | 三重県伊勢市                  | 波瑠                 |                                                                      |                         |
| 37 | 04月23日 | 三重県伊勢市                  | 波瑠                 |                                                                      |                         |
| 38 | 04月30日 | 神奈川県三浦市                | 日村勇紀、片平なぎさ | ヒロミ、榊原郁恵、高山一実（当時・乃木坂46）                         | 18:00 - 19:00の60分SP。 |
| 39 | 05月07日 | 山形県米沢市                  | 日村勇紀             | 佐藤栞里                                                             |                         |
| 40 | 05月14日 | 山形県米沢市                  | 日村勇紀             | 佐藤栞里                                                             |                         |
| 41 | 05月21日 | 静岡県静岡市清水区            | 日村勇紀             | 木下優樹菜                                                           |                         |
| 42 | 05月28日 | 静岡県静岡市清水区            | 日村勇紀             | 木下優樹菜                                                           |                         |
| 43 | 06月04日 | 栃木県那須高原                | 日村勇紀             | 浅田舞                                                               |                         |
| 44 | 06月11日 | 栃木県那須高原                | 日村勇紀             | 浅田舞                                                               |                         |
| 45 | 06月18日 | 鹿児島県霧島市                | 日村勇紀             | 岡田結実                                                             |                         |
| 46 | 06月25日 | 鹿児島県霧島市                | 日村勇紀             | 岡田結実                                                             |                         |
| 47 | 07月02日 | 兵庫県明石市                  | 日村勇紀             | 吉岡里帆                                                             |                         |
| 48 | 07月09日 | 兵庫県明石市                  | 日村勇紀             | 吉岡里帆                                                             |                         |
| 49 | 07月16日 | 静岡県沼津市                  | 日村勇紀、要潤       | 広瀬アリス                                                           | 18:00 - 19:00の60分SP。 |
| 50 | 07月23日 | 山梨県甲州市勝沼              | 日村勇紀             | 森泉                                                                 |                         |
| 51 | 07月30日 | 山梨県甲州市勝沼              | 日村勇紀             | 森泉                                                                 |                         |
| 52 | 08月20日 | 日本縦断グルメ旅              | 日村勇紀             | 生駒里奈（当時・乃木坂46）、岡田結実、木下優樹菜、佐藤栞里、吉岡里帆 | [ 注 16 ]               |
| 53 | 09月03日 | 長崎県長崎市                  | 日村勇紀             | 川田裕美                                                             | [ 注 17 ]               |
| 54 | 09月10日 | 福島県会津若松市              | 日村勇紀             | 泉里香                                                               |                         |
| 55 | 09月17日 | 福島県会津若松市              | 日村勇紀             | 泉里香                                                               |                         |
| 56 | 09月24日 | 北海道釧路市                  | 日村勇紀             | ホラン千秋                                                           |                         |
| 57 | 10月01日 | 北海道釧路市                  | 日村勇紀             | ホラン千秋                                                           | [ 注 18 ]               |
| 58 | 10月15日 | 高知県高知市                  | 日村勇紀             | 星野源                                                               | [ 注 19 ]               |
| 59 | 10月29日 | 高知県高知市 滋賀県近江八幡市 | 日村勇紀 草野仁      | 星野源                                                               | 18:00 - 19:00の60分SP。 |
| 60 | 11月05日 | 新潟県南魚沼市                | 日村勇紀             | 横山裕、大倉忠義（関ジャニ∞）                                        |                         |
| 61 | 11月12日 | 新潟県南魚沼市                | 日村勇紀             | 横山裕、大倉忠義（関ジャニ∞）                                        |                         |
| 62 | 11月19日 | 茨城県久慈郡大子町            | 日村勇紀             | 佐藤栞里                                                             |                         |
| 63 | 11月26日 | 茨城県久慈郡大子町            | 日村勇紀             | 佐藤栞里                                                             | [ 注 20 ]               |
| 64 | 12月10日 | 福岡県糸島市                  | 日村勇紀             | 佐藤エリ                                                             |                         |
| 65 | 12月17日 | 北海道函館市                  | 日村勇紀、ギャル曽根 | ホラン千秋                                                           | 18:00 - 19:00の60分SP。 |
| 66 | 12月24日 | 福岡県糸島半島                | 日村勇紀             | 岡田紗佳                                                             | [ 注 21 ]               |

##### 2018年
| 回  | 放送日   | 行き先                                  | ロケ出演者          | スタジオゲスト               | 備考                        |
| --- | -------- | --------------------------------------- | ------------------- | ---------------------------- | --------------------------- |
| 067 | 01月14日 | 神奈川県小田原市                        | 日村勇紀            | 高橋真麻                     |                             |
| 068 | 01月21日 | 神奈川県小田原市                        | 日村勇紀            | 高橋真麻                     |                             |
| 069 | 01月28日 | 大分県別府市                            | 日村勇紀            | 川田裕美                     |                             |
| 070 | 02月04日 | 大分県別府市                            | 日村勇紀            | 川田裕美                     |                             |
| 071 | 02月11日 | 石川県金沢市                            | 日村勇紀            | 木下優樹菜                   |                             |
| 072 | 02月18日 | 石川県金沢市                            | 日村勇紀            | 木下優樹菜                   |                             |
| 073 | 02月25日 | 静岡県熱海市                            | 日村勇紀            | 生田絵梨花（当時・乃木坂46） | VTR内ではテリー伊藤が登場。 |
| 074 | 03月04日 | 静岡県熱海市                            | 日村勇紀            | 生田絵梨花（当時・乃木坂46） |                             |
| 075 | 03月11日 | 兵庫県神戸市・前編                      | 日村勇紀            | 佐藤栞里                     |                             |
| 076 | 03月18日 | 兵庫県神戸市・後編 岐阜県高山市         | 日村勇紀 コロッケ   | 佐藤栞里                     | 18:00 - 19:00の60分SP。     |
| 077 | 03月25日 | 千葉県勝浦市                            | 日村勇紀            | ホラン千秋                   |                             |
| 078 | 04月15日 | 千葉県勝浦市                            | 日村勇紀            | ホラン千秋                   | [ 注 22 ]                   |
| 079 | 04月29日 | 愛媛県松山市・前編                      | 日村勇紀            | 川田裕美                     | [ 注 23 ]                   |
| 080 | 05月06日 | 愛媛県松山市・後編 神奈川県横須賀市     | 日村勇紀 渡辺直美   | 川田裕美                     | 18:00 - 19:00の60分SP。     |
| 081 | 05月13日 | どうせならグルメ 大分県別府市           | 設楽銃              | 高橋真麻                     |                             |
| 082 | 05月20日 | どうせならグルメ 北海道釧路市           | 設楽銃              | 高橋真麻                     |                             |
| 083 | 05月27日 | 宮城県仙台市                            | 日村勇紀            | 小倉優子                     |                             |
| 084 | 06月03日 | 宮城県仙台市                            | 日村勇紀            | 小倉優子                     |                             |
| 085 | 06月10日 | 静岡県下田市                            | 日村勇紀            | 村上佳菜子                   |                             |
| 086 | 06月17日 | 静岡県下田市                            | 日村勇紀            | 村上佳菜子                   |                             |
| 087 | 06月24日 | 長野県安曇野市                          | 日村勇紀            | ホラン千秋                   |                             |
| 088 | 07月01日 | 長野県安曇野市                          | 日村勇紀            | ホラン千秋                   |                             |
| 089 | 07月08日 | 福井県福井市                            | 日村勇紀、土屋太鳳  | 川田裕美                     |                             |
| 090 | 07月15日 | 福井県福井市                            | 日村勇紀、土屋太鳳  | 川田裕美                     |                             |
| 091 | 07月22日 | 青森県青森市                            | 日村勇紀            | 高橋真麻                     |                             |
| 092 | 07月29日 | 青森県青森市                            | 日村勇紀            | 高橋真麻                     |                             |
| 093 | 08月05日 | 北海道富良野市                          | 日村勇紀            | 木下優樹菜                   |                             |
| 094 | 08月12日 | 北海道富良野市・後編 北海道小樽市       | 日村勇紀 ギャル曾根 | 木下優樹菜                   | 18:00 - 19:00の60分SP。     |
| 095 | 09月02日 | 長崎県五島列島                          | 日村勇紀            | 生田絵梨花（当時・乃木坂46） | [ 注 24 ]                   |
| 096 | 09月16日 | 長崎県五島列島・後編 東京都八丈町八丈島 | 日村勇紀 佐藤栞里   | 生田絵梨花（当時・乃木坂46） | 18:00 - 19:00の60分SP。     |
| 097 | 09月30日 | 山梨県甲府市                            | 日村勇紀            | 川田裕美                     | [ 注 26 ]                   |
| 098 | 10月07日 | 山梨県甲府市                            | 日村勇紀            | 川田裕美                     | [ 注 27 ]                   |
| 099 | 11月11日 | 静岡県焼津市                            | 日村勇紀            | SHELLY                       |                             |
| 100 | 11月18日 | 静岡県焼津市                            | 日村勇紀            | SHELLY                       |                             |
| 101 | 11月25日 | 秋田県秋田市                            | 日村勇紀            | ホラン千秋                   |                             |
| 102 | 12月02日 | 秋田県秋田市                            | 日村勇紀            | ホラン千秋                   |                             |
| 103 | 12月09日 | 群馬県吾妻郡草津町                      | 日村勇紀            | 村上佳菜子                   |                             |

##### 2019年
| 回  | 放送日   | 行き先                          | ロケ出演者        | スタジオゲスト | 備考                    |
| --- | -------- | ------------------------------- | ----------------- | -------------- | ----------------------- |
| 104 | 01月20日 | 大分県由布市                    | 日村勇紀          | 高橋真麻       |                         |
| 105 | 01月27日 | 大分県由布市・後編 鳥取県境港市 | 日村勇紀 川田裕美 | 高橋真麻       | 18:00 - 19:00の60分SP。 |
| 106 | 02月03日 | 福岡県福岡市                    | 日村勇紀          | 木下優樹菜     |                         |
| 107 | 02月10日 | 福岡県福岡市                    | 日村勇紀          | 木下優樹菜     |                         |
| 108 | 02月17日 | 静岡県伊東市                    | 日村勇紀          | ホラン千秋     |                         |
| 109 | 02月24日 | 静岡県伊東市                    | 日村勇紀          | ホラン千秋     |                         |
| 110 | 03月10日 | 千葉県南房総市                  | 日村勇紀          | SHELLY         | [ 注 28 ]               |
| 111 | 03月24日 | 三重県松阪市 石川県金沢市       | 日村勇紀 佐藤栞里 | 川田裕美       | 18:00 - 19:00の60分SP。 |

### 日曜ゴールデンタイム時代

#### 20:00 - 20:54

##### 2020年
| 回  | 放送日       | 行き先、特別編タイトル                          | ロケ出演者                                                               | スタジオゲスト | 備考 |
| --- | ------------ | ----------------------------------------------- | ------------------------------------------------------------------------ | --- | --- |
| 112 | 04月05日     | 沖縄県宮古島                                    | 日村勇紀、北村晴男                                                       | 指原莉乃、森泉 | 2時間半スペシャル（18:30 - 20:54） |
| 112 | 04月05日     | 福岡県福岡市                                    | 関口メンディー（EXILE、GENERATIONS）                                     | 指原莉乃、森泉 | 2時間半スペシャル（18:30 - 20:54） |
| 112 | 04月05日     | 千葉県銚子市                                    | 安藤なつ（メイプル超合金）、佐々木美玲、丹生明里（日向坂46）             | 指原莉乃、森泉 | 2時間半スペシャル（18:30 - 20:54） |
| 113 | 04月19日     | お取り寄せできる 全国の絶品グルメ               | 日村勇紀、川田裕美 ギャル曽根、滝沢カレン                                | 浅田舞、朝日奈央、アンミカ、生田絵梨花（当時・乃木坂46） 川田裕美、白石麻衣（当時・乃木坂46）、高橋真麻、雛形あきこ 星野源、ホラン千秋                               | 2時間半スペシャル（18:30 - 20:54） |
| 114 | 05月17日     | 長年愛されている食堂&洋食屋 豪華俳優陣悶絶メシ  | 日村勇紀、飯尾和樹（ずん） 鈴木亮平、竹内涼真、千葉雄大 菜々緒、福士蒼汰 | 朝日奈央、新井恵理那、アンミカ、生田絵梨花（当時・乃木坂46） 泉里香、小倉優子、川田裕美、指原莉乃 佐藤栞里、SHELLY、白石麻衣（当時・乃木坂46）、雛形あきこ、吉岡里帆 | 2時間半スペシャル（18:30 - 20:54） |
| 115 | 06月07日     | 日本屈指のグルメタウンで 日村が夢の食べまくり旅 | 日村勇紀、ギャル曽根、佐藤栞里                                           | 小倉優子、川田裕美、佐藤栞里、高橋真麻 波瑠、福地桃子、星野源 | 2時間半スペシャル（18:30 - 20:54） |
| 116 | 06月21日     | 静岡県伊豆半島                                  | 日村勇紀                                                                 | 広瀬アリス、髙橋ひかる、生駒里奈、 生田絵梨花（当時・乃木坂46）、ホラン千秋                                                                                          | 2時間半スペシャル（18:30 - 20:54） |
| 116 | 06月21日     | 京都府京都市                                    | 高橋英樹、高岸宏行（ティモンディ）                                       | 広瀬アリス、髙橋ひかる、生駒里奈、 生田絵梨花（当時・乃木坂46）、ホラン千秋                                                                                          | 2時間半スペシャル（18:30 - 20:54） |
| 116 | 06月21日     | 広島県尾道市                                    | 村上佳菜子、本田望結                                                     | 広瀬アリス、髙橋ひかる、生駒里奈、 生田絵梨花（当時・乃木坂46）、ホラン千秋                                                                                          | 2時間半スペシャル（18:30 - 20:54） |
| 117 | 07月05日     | 福岡8大グルメ食べつくし                         | 日村勇紀、ギャル曽根                                                     | 指原莉乃、渡辺直美 | |
| 118 | 07月12日     | 全国ボリューム満点グルメ                        | 該当者なし                                                               | 指原莉乃、渡辺直美 | |
| 119 | 07月19日     | 山梨県富士五湖                                  | 日村勇紀                                                                 | 今田美桜、SHELLY | 2時間半スペシャル（18:30 - 20:55） |
| 119 | 07月19日     | 山形県米沢市                                    | 二代目尾上松也、角田晃広（東京03）                                       | 今田美桜、SHELLY | 2時間半スペシャル（18:30 - 20:55） |
| 119 | 07月19日     | 群馬県前橋市                                    | 3時のヒロイン（福田麻貴・かなで・ゆめっち）                              | 今田美桜、SHELLY | 2時間半スペシャル（18:30 - 20:55） |
| 120 | 08月16日     | 長野県松本市                                    | 日村勇紀                                                                 | 朝日奈央、高橋真麻 | 2時間半スペシャル（18:30 - 20:55） |
| 120 | 08月16日     | 神奈川県三浦市                                  | 小松菜奈、安藤なつ（メイプル超合金）                                     | 朝日奈央、高橋真麻 | 2時間半スペシャル（18:30 - 20:55） |
| 120 | 08月16日     | 宮崎県宮崎市                                    | 関口メンディー（EXILE、GENERATIONS）                                     | 朝日奈央、高橋真麻 | 2時間半スペシャル（18:30 - 20:55） |
| 121 | 09月06日     | 静岡県浜松市                                    | 日村勇紀                                                                 | 伊原六花、小島瑠璃子 | |
| 122 | 09月13日     | 静岡県浜松市                                    | 日村勇紀                                                                 | 小芝風花、村上佳菜子 | |
| 122 | 09月13日     | 宮崎県宮崎市                                    | 関口メンディー（EXILE GENERATIONS）                                      | 小芝風花、村上佳菜子 | |
| 123 | 09月20日     | 千葉県房総半島                                  | 日村勇紀                                                                 | 松丸亮吾、指原莉乃 | |
| 123 | 09月20日     | 千葉県銚子市                                    | 安藤なつ（メイプル超合金）、佐々木美玲、丹生明里（日向坂46）             | 松丸亮吾、指原莉乃 | |
| 124 | 09月27日     | 福島県福島市                                    | 日村勇紀                                                                 | 指原莉乃、横澤夏子 | 2時間半スペシャル（18:30 - 21:00） |
| 124 | 09月27日     | 愛知県名古屋市                                  | ギャル曽根                                                               | 指原莉乃、横澤夏子 | 2時間半スペシャル（18:30 - 21:00） |
| 124 | 09月27日     | 宮崎県都城市                                    | 磯山さやか、野呂佳代                                                     | 指原莉乃、横澤夏子 | 2時間半スペシャル（18:30 - 21:00） |
| 125 | 10月11日     | 山梨県甲府市                                    | 日村勇紀                                                                 | 佐藤勝利（Sexy Zone）、SHELLY | 2時間半スペシャル（18:30 - 21:00） |
| 125 | 10月11日     | 栃木県那須塩原市                                | 妻夫木聡、吉高由里子                                                     | 佐藤勝利（Sexy Zone）、SHELLY | 2時間半スペシャル（18:30 - 21:00） |
| 125 | 10月11日     | 鹿児島県鹿児島市                                | 3時のヒロイン（福田麻貴・かなで・ゆめっち）                              | 佐藤勝利（Sexy Zone）、SHELLY | 2時間半スペシャル（18:30 - 21:00） |
| 126 | 10月25日     | 新潟県新潟市                                    | 日村勇紀                                                                 | 高橋真麻、横澤夏子 | 2時間半スペシャル（18:30 - 20:54） |
| 126 | 10月25日     | 群馬県高崎市                                    | 森七菜、中村倫也                                                         | 高橋真麻、横澤夏子 | 2時間半スペシャル（18:30 - 20:54） |
| 126 | 10月25日     | 鹿児島県鹿児島市                                | 3時のヒロイン（福田麻貴・かなで・ゆめっち）                              | 高橋真麻、横澤夏子 | 2時間半スペシャル（18:30 - 20:54） |
| 127 | 11月15日     | 秋田県秋田市                                    | 日村勇紀                                                                 | 指原莉乃、森泉 | 2時間半スペシャル（18:30 - 20:54） |
| 127 | 11月15日     | 栃木県宇都宮市                                  | 飯豊まりえ、塚地武雅(ドランクドラゴン)                                   | 指原莉乃、森泉 | 2時間半スペシャル（18:30 - 20:54） |
| 127 | 11月15日     | 新潟県村上市                                    | 磯山さやか、野呂佳代                                                     | 指原莉乃、森泉 | 2時間半スペシャル（18:30 - 20:54） |
| 128 | 11月22日     | 高知県高知市                                    | 日村勇紀                                                                 | 小芝風花、SHELLY | |
| 129 | 11月29日     | 高知県高知市                                    | 日村勇紀                                                                 | 白濱亜嵐（EXILE、GENERATIONS）、朝日奈央 | |
| 129 | 11月29日     | 愛知県名古屋市                                  | ギャル曽根                                                               | 白濱亜嵐（EXILE、GENERATIONS）、朝日奈央 | |
| 130 | 12月6日      | 福岡県北九州市                                  | 日村勇紀                                                                 | 高山一実（当時・乃木坂46）、高橋真麻 | 3時間スペシャル（18:00 - 20:54） |
| 130 | 12月6日      | 北海道小樽市                                    | 葵わかな、安藤なつ(メイプル超合金)                                       | 高山一実（当時・乃木坂46）、高橋真麻 | 3時間スペシャル（18:00 - 20:54） |
| 130 | 12月6日      | 三重県津市                                      | ハナコ（菊田竜大・秋山寛貴・岡部大）                                     | 高山一実（当時・乃木坂46）、高橋真麻 | 3時間スペシャル（18:00 - 20:54） |
| 131 | 12月31日(木) | 山形県山形市 千葉県成田市 長崎県長崎市          | 日村勇紀                                                                 | 11日収録:高橋真麻、指原莉乃、SHELLY、佐藤栞里 31日生放送:高山一実（当時・乃木坂46）、生田絵梨花（当時・乃木坂46）、久保史緒里（乃木坂46）                            | 「大晦日に豪華芸能人が超満腹! 全国縦断食べまくりの旅SP」として 4時間45分の生放送。（19:00 - 23:45） 生放送では、設楽は恵比寿、日村は大黒天の格好で出演、 乃木坂46の3人は紅白の会場からTBSに移動しスタジオ入りに。 |
| 131 | 12月31日(木) | 栃木県佐野市                                    | 上白石萌音、菜々緒                                                       | 11日収録:高橋真麻、指原莉乃、SHELLY、佐藤栞里 31日生放送:高山一実（当時・乃木坂46）、生田絵梨花（当時・乃木坂46）、久保史緒里（乃木坂46）                            | 「大晦日に豪華芸能人が超満腹! 全国縦断食べまくりの旅SP」として 4時間45分の生放送。（19:00 - 23:45） 生放送では、設楽は恵比寿、日村は大黒天の格好で出演、 乃木坂46の3人は紅白の会場からTBSに移動しスタジオ入りに。 |
| 131 | 12月31日(木) | 広島県広島市                                    | ギャル曽根                                                               | 11日収録:高橋真麻、指原莉乃、SHELLY、佐藤栞里 31日生放送:高山一実（当時・乃木坂46）、生田絵梨花（当時・乃木坂46）、久保史緒里（乃木坂46）                            | 「大晦日に豪華芸能人が超満腹! 全国縦断食べまくりの旅SP」として 4時間45分の生放送。（19:00 - 23:45） 生放送では、設楽は恵比寿、日村は大黒天の格好で出演、 乃木坂46の3人は紅白の会場からTBSに移動しスタジオ入りに。 |
| 131 | 12月31日(木) | 神奈川県小田原市                                | 指原莉乃                                                                 | 11日収録:高橋真麻、指原莉乃、SHELLY、佐藤栞里 31日生放送:高山一実（当時・乃木坂46）、生田絵梨花（当時・乃木坂46）、久保史緒里（乃木坂46）                            | 「大晦日に豪華芸能人が超満腹! 全国縦断食べまくりの旅SP」として 4時間45分の生放送。（19:00 - 23:45） 生放送では、設楽は恵比寿、日村は大黒天の格好で出演、 乃木坂46の3人は紅白の会場からTBSに移動しスタジオ入りに。 |

##### 2021年
| 回  | 放送日   | 行き先、特別編タイトル                               | ロケ出演者                                                                        | スタジオゲスト                                     | 備考 |
| --- | -------- | ---------------------------------------------------- | --------------------------------------------------------------------------------- | -------------------------------------------------- | --- |
| 132 | 01月17日 | 山形県山形市 千葉県成田市 長崎県長崎市               | 日村勇紀                                                                          | 川田裕美、横澤夏子                                 | 2時間半スペシャル （18:30 - 21:00） |
| 132 | 01月17日 | 広島県広島市                                         | ギャル曽根                                                                        | 川田裕美、横澤夏子                                 | 2時間半スペシャル （18:30 - 21:00） |
| 132 | 01月17日 | 神奈川県小田原市                                     | 指原莉乃                                                                          | 川田裕美、横澤夏子                                 | 2時間半スペシャル （18:30 - 21:00） |
| 132 | 01月17日 | ポカポカお取り寄せ                                   | 綾瀬はるか、高橋一生、柄本佑                                                      | 川田裕美、横澤夏子                                 | 2時間半スペシャル （18:30 - 21:00） |
| 133 | 01月31日 | 長崎県長崎市                                         | 日村勇紀                                                                          | 白濱亜嵐（EXILE、GENERATIONS）、村上佳菜子         | 2時間半スペシャル （18:30 - 20:54） |
| 133 | 01月31日 | 静岡県静岡市                                         | 関口メンディー（EXILE、GENERATIONS）                                              | 白濱亜嵐（EXILE、GENERATIONS）、村上佳菜子         | 2時間半スペシャル （18:30 - 20:54） |
| 133 | 01月31日 | 栃木県佐野市                                         | 上白石萌音、菜々緒                                                                | 白濱亜嵐（EXILE、GENERATIONS）、村上佳菜子         | 2時間半スペシャル （18:30 - 20:54） |
| 133 | 01月31日 | 三重県津市                                           | ハナコ（菊田竜大・秋山寛貴・岡部大）                                              | 白濱亜嵐（EXILE、GENERATIONS）、村上佳菜子         | 2時間半スペシャル （18:30 - 20:54） |
| 133 | 01月31日 | 新潟県村上市                                         | 磯山さやか、野呂佳代                                                              | 白濱亜嵐（EXILE、GENERATIONS）、村上佳菜子         | 2時間半スペシャル （18:30 - 20:54） |
| 134 | 02月14日 | 東京からグルメ探し 宮城県仙台市 前編                 | 日村勇紀                                                                          | 指原莉乃、渡辺直美                                 | |
| 134 | 02月14日 | 全国お取り寄せラーメン 前編                          | 芳根京子、安藤なつ（メイプル超合金）                                              | 指原莉乃、渡辺直美                                 | |
| 135 | 02月21日 | 東京からグルメ探し 宮城県仙台市 後編                 | 日村勇紀                                                                          | 指原莉乃、渡辺直美                                 | |
| 135 | 02月21日 | 全国お取り寄せラーメン 後編                          | 芳根京子、安藤なつ（メイプル超合金）                                              | 指原莉乃、渡辺直美                                 | |
| 136 | 02月28日 | 東京からグルメ探し 鹿児島県鹿児島市                  | 日村勇紀                                                                          | 小芝風花、高橋真麻                                 | 2時間半スペシャル （18:30 - 20:54） |
| 136 | 02月28日 | 東京からお取り寄せ 長崎県佐世保市                    | 3時のヒロイン（福田麻貴・かなで・ゆめっち）                                       | 小芝風花、高橋真麻                                 | 2時間半スペシャル （18:30 - 20:54） |
| 136 | 02月28日 | 全国チーズお取り寄せ                                 | 竹内涼真、横澤夏子                                                                | 小芝風花、高橋真麻                                 | 2時間半スペシャル （18:30 - 20:54） |
| 137 | 03月14日 | 東京からグルメ探し 北海道札幌市                      | 日村勇紀                                                                          | 川田裕美、SHELLY                                   | 2時間半スペシャル （18:30 - 21:00） |
| 137 | 03月14日 | 東京からお取り寄せ 高知県高知市                      | ハナコ（菊田竜大・秋山寛貴・岡部大）                                              | 川田裕美、SHELLY                                   | 2時間半スペシャル （18:30 - 21:00） |
| 137 | 03月14日 | 全国お肉お取り寄せ                                   | 佐藤勝利、菊池風磨（Sexy Zone）                                                   | 川田裕美、SHELLY                                   | 2時間半スペシャル （18:30 - 21:00） |
| 138 | 04月04日 | 静岡県沼津市                                         | 日村勇紀                                                                          | 小森隼（GENERATIONS）、高橋真麻                    | 2時間半スペシャル （18:30 - 21:00） |
| 138 | 04月04日 | 愛媛県今治市                                         | TAKAHIRO、NESMITH（EXILE）                                                        | 小森隼（GENERATIONS）、高橋真麻                    | 2時間半スペシャル （18:30 - 21:00） |
| 138 | 04月04日 | 全国丼お取り寄せ                                     | 渡辺直美、安藤なつ（メイプル超合金）                                              | 小森隼（GENERATIONS）、高橋真麻                    | 2時間半スペシャル （18:30 - 21:00） |
| 139 | 04月25日 | 兵庫県淡路島                                         | 日村勇紀                                                                          | 指原莉乃、横澤夏子                                 | 2時間半スペシャル （18:30 - 21:00） |
| 139 | 04月25日 | 埼玉県川越市                                         | 髙橋海人（King & Prince）、加藤清史郎                                             | 指原莉乃、横澤夏子                                 | 2時間半スペシャル （18:30 - 21:00） |
| 139 | 04月25日 | お取り寄せグルメ                                     | ハナコ（菊田竜大・秋山寛貴・岡部大）、3時のヒロイン（福田麻貴・かなで・ゆめっち） | 指原莉乃、横澤夏子                                 | 2時間半スペシャル （18:30 - 21:00） |
| 140 | 05月16日 | 新潟県新潟市                                         | 日村勇紀                                                                          | 佐々木久美（日向坂46）、近藤春菜（ハリセンボン）   | |
| 140 | 05月16日 | 茨城県水戸市                                         | 横浜流星、丸山隆平（関ジャニ∞）                                                   | 佐々木久美（日向坂46）、近藤春菜（ハリセンボン）   | |
| 141 | 05月23日 | 静岡県沼津市 秋田県秋田市                            | 日村勇紀                                                                          | 吉野北人（THE RAMPAGE from EXILE TRIBE）、川田裕美 | |
| 141 | 05月23日 | 愛媛県今治市                                         | TAKAHIRO、NESMITH                                                                 | 吉野北人（THE RAMPAGE from EXILE TRIBE）、川田裕美 | |
| 142 | 05月30日 | JNN系列28局で聞いた！せっかく接待グルメ 新潟放送編   | 日村勇紀                                                                          | 朝日奈央、高橋真麻                                 | |
| 142 | 05月30日 | 静岡県三島市                                         | 木村昴                                                                            | 朝日奈央、高橋真麻                                 | |
| 143 | 06月06日 | JNN系列28局で聞いた!せっかく接待グルメ 新潟放送編    | 日村勇紀                                                                          | 生駒里奈、横澤夏子                                 | |
| 143 | 06月06日 | 滋賀県彦根市                                         | 那須川天心、数原龍友（GENERATIONS）                                               | 生駒里奈、横澤夏子                                 | |
| 144 | 06月13日 | 是非ともせっかくグルメ 山口・岡山・新潟・福井        | 日村勇紀                                                                          | 山下美月（乃木坂46）、近藤春菜（ハリセンボン）     | 2時間スペシャル (19:00 - 20:54) |
| 144 | 06月13日 | 三重県四日市市                                       | ギャル曽根                                                                        | 山下美月（乃木坂46）、近藤春菜（ハリセンボン）     | 2時間スペシャル (19:00 - 20:54) |
| 145 | 06月27日 | JNN系列28局で聞いた!せっかく接待グルメ 熊本放送編    | 日村勇紀                                                                          | 指原莉乃、森泉                                     | 2時間スペシャル (19:00 - 20:54) |
| 145 | 06月27日 | 栃木県足利市                                         | 芳根京子、安藤なつ（メイプル超合金）                                              | 指原莉乃、森泉                                     | 2時間スペシャル (19:00 - 20:54) |
| 145 | 06月27日 | 佐賀県佐賀市                                         | ハナコ（菊田竜大・秋山寛貴・岡部大）                                              | 指原莉乃、森泉                                     | 2時間スペシャル (19:00 - 20:54) |
| 146 | 07月04日 | 是非ともせっかくグルメ 和歌山・福島・千葉            | 日村勇紀                                                                          | トリンドル玲奈、SHELLY                             | 2時間スペシャル (19:00 - 20:54) |
| 146 | 07月04日 | 山梨県北杜市                                         | 鈴木亮平、中条あやみ                                                              | トリンドル玲奈、SHELLY                             | 2時間スペシャル (19:00 - 20:54) |
| 146 | 07月04日 | 佐賀県佐賀市                                         | ハナコ（菊田竜大・秋山寛貴・岡部大）                                              | トリンドル玲奈、SHELLY                             | 2時間スペシャル (19:00 - 20:54) |
| 147 | 07月18日 | せっかくテイクアウトグルメ 長野県軽井沢町            | 日村勇紀                                                                          | 高橋真麻、江上敬子（ニッチェ）                     | 2時間スペシャル (19:00 - 20:54) |
| 147 | 07月18日 | 神奈川県厚木市                                       | 眞栄田郷敦、岩田剛典（三代目 J SOUL BROTHERS from EXILE TRIBE）                   | 高橋真麻、江上敬子（ニッチェ）                     | 2時間スペシャル (19:00 - 20:54) |
| 148 | 08月01日 | 東京都八王子市                                       | 日村勇紀                                                                          | 久間田琳加、川田裕美                               | 2020年東京オリンピック期間での放送。 8月1日は同大会の『体操 男子種目別・決勝』の放送時間延長（16:30 - 20:25）により、25分繰り下げ（20:25 - 21:19）。 |
| 149 | 08月08日 | 高知県高知市、兵庫県淡路島                           | 日村勇紀                                                                          | 朝日奈央、村上佳菜子                               | 2020年東京オリンピック期間での放送。 8月1日は同大会の『体操 男子種目別・決勝』の放送時間延長（16:30 - 20:25）により、25分繰り下げ（20:25 - 21:19）。 |
| 149 | 08月08日 | 滋賀県彦根市                                         | 那須川天心、数原龍友（GENERATIONS）                                               | 朝日奈央、村上佳菜子                               | 2020年東京オリンピック期間での放送。 8月1日は同大会の『体操 男子種目別・決勝』の放送時間延長（16:30 - 20:25）により、25分繰り下げ（20:25 - 21:19）。 |
| 150 | 08月15日 | 軽井沢テイクアウトグルメ PART2                       | 日村勇紀                                                                          | 佐野勇斗、SHELLY                                   | |
| 150 | 08月15日 | 埼玉県秩父市                                         | 平野紫耀（当時・King&Prince）、橋本環奈                                           | 佐野勇斗、SHELLY                                   | |
| 151 | 08月29日 | 富士五湖テイクアウトグルメ                           | 日村勇紀                                                                          | 高橋真麻、近藤春菜（ハリセンボン）                 | 2時間半スペシャル （18:30 - 21:00） |
| 151 | 08月29日 | 福島県福島市                                         | 高畑充希、大久保佳代子（オアシズ）                                                | 高橋真麻、近藤春菜（ハリセンボン）                 | 2時間半スペシャル （18:30 - 21:00） |
| 151 | 08月29日 | 宮崎県日南市                                         | 木村昴                                                                            | 高橋真麻、近藤春菜（ハリセンボン）                 | 2時間半スペシャル （18:30 - 21:00） |
| 152 | 09月12日 | せっかくテイクアウト・貸別荘編 in 栃木県那須郡那須町 | 日村勇紀                                                                          | 指原莉乃、森泉                                     | 2時間スペシャル （19:00 - 21:00） |
| 152 | 09月12日 | 徳島県徳島市                                         | 関口メンディー（GENERATIONS）                                                     | 指原莉乃、森泉                                     | 2時間スペシャル （19:00 - 21:00） |
| 153 | 10月10日 | 東京都町田市                                         | 日村勇紀                                                                          | 重岡大毅（ジャニーズWEST）、SHELLY                 | 2時間半スペシャル （18:30 - 21:00） |
| 153 | 10月10日 | 茨城県土浦市                                         | 小栗旬、中村アン                                                                  | 重岡大毅（ジャニーズWEST）、SHELLY                 | 2時間半スペシャル （18:30 - 21:00） |
| 153 | 10月10日 | 宮崎県日南市                                         | 木村昴                                                                            | 重岡大毅（ジャニーズWEST）、SHELLY                 | 2時間半スペシャル （18:30 - 21:00） |
| 154 | 10月24日 | せっかくテイクアウト・貸別荘編 in 千葉県館山市       | 日村勇紀                                                                          | 渋谷凪咲（NMB48）、近藤春菜（ハリセンボン）        | 2時間スペシャル （19:00 - 21:00） |
| 154 | 10月24日 | 群馬県沼田市                                         | ギャル曽根                                                                        | 渋谷凪咲（NMB48）、近藤春菜（ハリセンボン）        | 2時間スペシャル （19:00 - 21:00） |
| 155 | 11月14日 | 長野県上田市                                         | 日村勇紀                                                                          | 白濱亜嵐（GENERATIONS）、フワちゃん                | 2時間スペシャル （19:00 - 21:00） |
| 155 | 11月14日 | 岩手県奥州市                                         | 今市隆二、山下健二郎（三代目J SOUL BROTHERS）                                     | 白濱亜嵐（GENERATIONS）、フワちゃん                | 2時間スペシャル （19:00 - 21:00） |
| 156 | 11月28日 | 岡山県岡山市                                         | 日村勇紀                                                                          | 高橋ひかる、川田裕美                               | 2時間スペシャル （19:00 - 21:00） |
| 156 | 11月28日 | 徳島県徳島市                                         | 関口メンディー（GENERATIONS）                                                     | 高橋ひかる、川田裕美                               | 2時間スペシャル （19:00 - 21:00） |
| 157 | 12月12日 | 岩手県盛岡市                                         | 日村勇紀                                                                          | 与田祐希（乃木坂46）、近藤春菜（ハリセンボン）     | 2時間スペシャル （19:00 - 21:00） |
| 157 | 12月12日 | 新潟県上越市                                         | 吉高由里子、松下洸平                                                              | 与田祐希（乃木坂46）、近藤春菜（ハリセンボン）     | 2時間スペシャル （19:00 - 21:00） |

##### 2022年
| 回  | 放送日   | 行き先                                                                     | ロケ出演者                         | スタジオゲスト                                              | 備考                                                            |
| --- | -------- | -------------------------------------------------------------------------- | ---------------------------------- | ----------------------------------------------------------- | --------------------------------------------------------------- |
| 158 | 01月02日 | 北海道札幌市 静岡県伊東市                                                  | 日村勇紀                           | 高山一実、飯塚悟志（東京03）、菊池風磨（Sexy Zone）、SHELLY | 「バナナマンのせっかくグルメ!!新春食べ始めSP」（17:00 - 21:00） |
| 158 | 01月02日 | 千葉県成田市                                                               | 綾瀬はるか、竹野内豊、佐藤健       | 高山一実、飯塚悟志（東京03）、菊池風磨（Sexy Zone）、SHELLY | 「バナナマンのせっかくグルメ!!新春食べ始めSP」（17:00 - 21:00） |
| 158 | 01月02日 | 神奈川県平塚市                                                             | 杉咲花、安藤なつ（メイプル超合金） | 高山一実、飯塚悟志（東京03）、菊池風磨（Sexy Zone）、SHELLY | 「バナナマンのせっかくグルメ!!新春食べ始めSP」（17:00 - 21:00） |
| 158 | 01月02日 | 京都府京都市                                                               | 木村昴                             | 高山一実、飯塚悟志（東京03）、菊池風磨（Sexy Zone）、SHELLY | 「バナナマンのせっかくグルメ!!新春食べ始めSP」（17:00 - 21:00） |
| 159 | 01月16日 | 富山県富山市                                                               | 日村勇紀                           | 高橋真麻、村上佳菜子                                        | 2時間スペシャル（19:00 - 21:00）                                |
| 159 | 01月16日 | 三重県桑名市                                                               | 阿部寛、横浜流星                   | 高橋真麻、村上佳菜子                                        | 2時間スペシャル（19:00 - 21:00）                                |
| 159 | 01月30日 | 兵庫県姫路市                                                               | 日村勇紀                           | 松田好花（日向坂46）、川田裕美                              | 2時間スペシャル（19:00 - 21:00）                                |
| 159 | 01月30日 | 愛知県豊橋市                                                               | TAKAHIRO、NESMITH（EXILE）         | 松田好花（日向坂46）、川田裕美                              | 2時間スペシャル（19:00 - 21:00）                                |
| 160 | 02月27日 | 北海道札幌市 岩手県盛岡市 東京都八王子市 兵庫県姫路市                      | 日村勇紀                           | 高橋ひかる、近藤春菜（ハリセンボン）                        | 2時間スペシャル（19:00 - 21:00）                                |
| 160 | 02月27日 | 茨城県つくば市                                                             | 間宮祥太朗、菊池風磨（Sexy Zone）  | 高橋ひかる、近藤春菜（ハリセンボン）                        | 2時間スペシャル（19:00 - 21:00）                                |
| 161 | 03月13日 | まだあるグルメ 神奈川県三浦市 千葉県鴨川市 東京都八王子市 神奈川県小田原市 | 日村勇紀                           | 岡田結実、小森隼（GENERATIONS）                             | 2時間スペシャル（19:00 - 21:00）                                |
| 161 | 03月13日 | 茨城県ひたちなか市                                                         | 伊藤英明、上白石萌歌               | 岡田結実、小森隼（GENERATIONS）                             | 2時間スペシャル（19:00 - 21:00）                                |
| 162 | 03月20日 | 是非ともグルメ 茨城県神栖市、栃木県栃木市、埼玉県坂戸市、千葉県船橋市      | 日村勇紀                           | 高山一実、山崎ケイ（相席スタート）                          | 2時間半スペシャル（18:30 - 21:00）                              |
| 162 | 03月20日 | 神奈川県茅ヶ崎市                                                           | 藤原竜也、石丸幹二                 | 高山一実、山崎ケイ（相席スタート）                          | 2時間半スペシャル（18:30 - 21:00）                              |
| 162 | 03月20日 | 京都府京都市                                                               | 木村昴                             | 高山一実、山崎ケイ（相席スタート）                          | 2時間半スペシャル（18:30 - 21:00）                              |

#### 18:30 - 20:00

##### 2022年
| 回  | 放送日   | 行き先                                                                              | ロケ出演者                                           | スタジオゲスト                                                               | 備考                               |
| --- | -------- | ----------------------------------------------------------------------------------- | ---------------------------------------------------- | ---------------------------------------------------------------------------- | ---------------------------------- |
| 163 | 04月10日 | せっかくテイクアウト・貸別荘編 神奈川県逗子市&三浦郡葉山町、千葉県館山市            | 日村勇紀                                             | 那須雄登（美 少年）、村上佳菜子、近藤春菜（ハリセンボン）、渋谷凪咲（NMB48） |                                    |
| 163 | 04月10日 | 埼玉県飯能市                                                                        | 二宮和也、多部未華子                                 | 那須雄登（美 少年）、村上佳菜子、近藤春菜（ハリセンボン）、渋谷凪咲（NMB48） |                                    |
| 164 | 04月24日 | せっかくテイクアウト・グランピング編 千葉県南房総エリア（鴨川市、館山市、南房総市） | 日村勇紀                                             | 久保史緒里（乃木坂46）、高橋真麻                                             |                                    |
| 164 | 04月24日 | 神奈川県足柄下郡湯河原町                                                            | 上野樹里、田中圭                                     | 久保史緒里（乃木坂46）、高橋真麻                                             |                                    |
| 165 | 05月08日 | 香川県高松市 せっかくテイクアウト・貸別荘編 神奈川県逗子市&三浦郡葉山町             | 日村勇紀                                             | 川島明（麒麟）、高橋ひかる                                                   |                                    |
| 165 | 05月08日 | 熊本県阿蘇市&三重県四日市市                                                         | ギャル曽根                                           | 川島明（麒麟）、高橋ひかる                                                   |                                    |
| 166 | 05月22日 | JNN系列局せっかく接待グルメ 長崎放送編                                              | 日村勇紀                                             | SHELLY、村上佳菜子                                                           |                                    |
| 166 | 05月22日 | 山口県岩国市                                                                        | 関口メンディー（GENERATIONS）                        | SHELLY、村上佳菜子                                                           |                                    |
| 166 | 05月22日 | 北海道帯広市                                                                        | 近藤春菜（ハリセンボン）、安藤なつ（メイプル超合金） | SHELLY、村上佳菜子                                                           |                                    |
| 167 | 06月05日 | 和歌山県和歌山市                                                                    | 日村勇紀                                             | 菊池風磨（Sexy Zone）、横澤夏子                                              |                                    |
| 167 | 06月05日 | 鹿児島県霧島市                                                                      | 中島健人、松島聡（Sexy Zone）                        | 菊池風磨（Sexy Zone）、横澤夏子                                              |                                    |
| 167 | 06月05日 | 愛媛県宇和島市                                                                      | ハナコ（菊田竜大・秋山寛貴・岡部大）                 | 菊池風磨（Sexy Zone）、横澤夏子                                              |                                    |
| 168 | 06月26日 | 青森県八戸市                                                                        | 日村勇紀                                             | 小森隼（GENERATIONS）、近藤春菜（ハリセンボン）                              | 3時間スペシャル（18:00 - 21:00）   |
| 168 | 06月26日 | 京都府宇治市                                                                        | 芳根京子、生田絵梨花                                 | 小森隼（GENERATIONS）、近藤春菜（ハリセンボン）                              | 3時間スペシャル（18:00 - 21:00）   |
| 168 | 06月26日 | 広島県三原市                                                                        | 木村昴                                               | 小森隼（GENERATIONS）、近藤春菜（ハリセンボン）                              | 3時間スペシャル（18:00 - 21:00）   |
| 168 | 06月26日 | 山口県岩国市                                                                        | 関口メンディー（GENERATIONS）                        | 小森隼（GENERATIONS）、近藤春菜（ハリセンボン）                              | 3時間スペシャル（18:00 - 21:00）   |
| 169 | 07月10日 | 香川県高松市 長崎県長崎市 和歌山県和歌山市                                          | 日村勇紀                                             | 井桁弘恵、高橋真麻                                                           | 3分短縮（18:30 - 19:57）           |
| 169 | 07月10日 | 埼玉県熊谷市                                                                        | 永野芽郁、杉野遥亮                                   | 井桁弘恵、高橋真麻                                                           | 3分短縮（18:30 - 19:57）           |
| 170 | 07月17日 | 滋賀県大津市                                                                        | 日村勇紀                                             | 生田絵梨花、SHELLY                                                           | 2時間半スペシャル（18:30 - 21:00） |
| 170 | 07月17日 | 鳥取県米子市                                                                        | ラウール、深澤辰哉（Snow Man）                       | 生田絵梨花、SHELLY                                                           | 2時間半スペシャル（18:30 - 21:00） |
| 170 | 07月17日 | 愛媛県宇和島市                                                                      | ハナコ（菊田竜大・秋山寛貴・岡部大）                 | 生田絵梨花、SHELLY                                                           | 2時間半スペシャル（18:30 - 21:00） |
| 171 | 07月31日 | 長野県長野市                                                                        | 日村勇紀                                             | 鷲見玲奈、山下健二郎（三代目J SOUL BROTHERS）                                | 2時間半スペシャル（18:30 - 21:00） |
| 171 | 07月31日 | 岩手県花巻市                                                                        | 飯尾和樹（ずん）、ケンドーコバヤシ                   | 鷲見玲奈、山下健二郎（三代目J SOUL BROTHERS）                                | 2時間半スペシャル（18:30 - 21:00） |
| 171 | 07月31日 | 熊本県阿蘇市                                                                        | ギャル曽根                                           | 鷲見玲奈、山下健二郎（三代目J SOUL BROTHERS）                                | 2時間半スペシャル（18:30 - 21:00） |
| 172 | 08月14日 | 北海道旭川市                                                                        | 日村勇紀                                             | 佐藤栞里、飯塚悟志（東京03）                                                 | 2時間半スペシャル（18:30 - 21:00） |
| 172 | 08月14日 | 千葉県鴨川市                                                                        | 阿部寛、磯村勇斗                                     | 佐藤栞里、飯塚悟志（東京03）                                                 | 2時間半スペシャル（18:30 - 21:00） |
| 172 | 08月14日 | 広島県三原市                                                                        | 木村昴                                               | 佐藤栞里、飯塚悟志（東京03）                                                 | 2時間半スペシャル（18:30 - 21:00） |
| 173 | 08月28日 | 沖縄県名護市                                                                        | 日村勇紀                                             | 小森隼（GENERATIONS）、近藤春菜（ハリセンボン）                              | 3時間スペシャル（18:00 - 21:00）   |
| 173 | 08月28日 | 静岡県沼津市                                                                        | 竹内涼真、横浜流星                                   | 小森隼（GENERATIONS）、近藤春菜（ハリセンボン）                              | 3時間スペシャル（18:00 - 21:00）   |
| 173 | 08月28日 | 和歌山県白浜町                                                                      | ハナコ                                               | 小森隼（GENERATIONS）、近藤春菜（ハリセンボン）                              | 3時間スペシャル（18:00 - 21:00）   |
| 174 | 09月11日 | 長野県長野市                                                                        | 日村勇紀                                             | 渋谷凪咲（NMB48）、横澤夏子                                                  | 2時間半スペシャル（18:30 - 21:00） |
| 174 | 09月11日 | 福島県郡山市                                                                        | 日村勇紀                                             | 渋谷凪咲（NMB48）、横澤夏子                                                  | 2時間半スペシャル（18:30 - 21:00） |
| 174 | 09月11日 | 福岡県東区箱崎                                                                      | ギャル曽根                                           | 渋谷凪咲（NMB48）、横澤夏子                                                  | 2時間半スペシャル（18:30 - 21:00） |
| 174 | 09月11日 | 鳥取県米子市                                                                        | ラウール、深澤辰哉（Snow Man）                       | 渋谷凪咲（NMB48）、横澤夏子                                                  | 2時間半スペシャル（18:30 - 21:00） |
| 175 | 09月25日 | 北海道旭川市                                                                        | 日村勇紀                                             | 指原莉乃、森泉                                                               | 2時間半スペシャル（18:30 - 21:00） |
| 175 | 09月25日 | 滋賀県大津市                                                                        | 日村勇紀                                             | 指原莉乃、森泉                                                               | 2時間半スペシャル（18:30 - 21:00） |
| 175 | 09月25日 | 香川県高松市                                                                        | 日村勇紀                                             | 指原莉乃、森泉                                                               | 2時間半スペシャル（18:30 - 21:00） |
| 175 | 09月25日 | 福岡県東区箱崎                                                                      | ギャル曽根                                           | 指原莉乃、森泉                                                               | 2時間半スペシャル（18:30 - 21:00） |
| 175 | 09月25日 | 愛知県名古屋市                                                                      | 渡辺直美、安藤なつ（メイプル超合金）                 | 指原莉乃、森泉                                                               | 2時間半スペシャル（18:30 - 21:00） |

#### 19:00 - 20:00

##### 2022年
| 回  | 放送日   | 行き先           | ロケ出演者                    | スタジオゲスト                                    | 備考                             |
| --- | -------- | ---------------- | ----------------------------- | ------------------------------------------------- | -------------------------------- |
| 176 | 10月9日  | 岡山県倉敷市     | 日村勇紀                      | 高山一実、近藤春菜（ハリセンボン）                | 3時間スペシャル（19:00 - 21:48） |
| 176 | 10月9日  | 群馬県前橋市     | 山﨑賢人、松下洸平            | 高山一実、近藤春菜（ハリセンボン）                | 3時間スペシャル（19:00 - 21:48） |
| 177 | 10月23日 | 新潟県長岡市     | 日村勇紀                      | 小芝風花、横澤夏子                                | 2時間スペシャル（19:00 - 21:00） |
| 177 | 10月23日 | 埼玉県所沢市     | 平野紫耀（当時・King&Prince） | 小芝風花、横澤夏子                                | 2時間スペシャル（19:00 - 21:00） |
| 178 | 11月06日 | 青森県弘前市     | 日村勇紀                      | 菊池風磨（King&Prince）、山崎ケイ（相席スタート） | 2時間スペシャル（19:00 - 21:00） |
| 178 | 11月06日 | 栃木県日光市     | 高畑充希、成田凌              | 菊池風磨（King&Prince）、山崎ケイ（相席スタート） | 2時間スペシャル（19:00 - 21:00） |
| 179 | 11月20日 | 福岡県久留米市   | 日村勇紀                      | 片寄涼太（GENERATIONS）、村上佳菜子               | 2時間スペシャル（19:00 - 21:00） |
| 179 | 11月20日 | 兵庫県神戸市六甲 | ギャル曽根                    | 片寄涼太（GENERATIONS）、村上佳菜子               | 2時間スペシャル（19:00 - 21:00） |
| 180 | 12月04日 | 山口県下関市     | 日村勇紀                      | 高橋ひかる、川田裕美                              | 2時間スペシャル（19:00 - 21:00） |
| 180 | 12月04日 | 秋田県秋田市     | TAKAHIRO、NESMITH（EXILE）    | 高橋ひかる、川田裕美                              | 2時間スペシャル（19:00 - 21:00） |

##### 2023年
| 回  | 放送日   | 行き先                                              | ロケ出演者                                                             | スタジオゲスト                                                                | 備考                                                                             |
| --- | -------- | --------------------------------------------------- | ---------------------------------------------------------------------- | ----------------------------------------------------------------------------- | -------------------------------------------------------------------------------- |
| 181 | 01月02日 | 北海道札幌市 北海道小樽市 北海道函館市 静岡県伊豆市 | 日村勇紀                                                               | 生田絵梨花、菊池風磨（Sexy Zone）、飯塚悟志（東京03）、横澤夏子               | 「新春バナナマンのせっかくグルメ!!豪華芸能人が食べ始め4時間SP」（17:00 - 21:00） |
| 181 | 01月02日 | 神奈川県鎌倉市                                      | 井上真央、佐藤健                                                       | 生田絵梨花、菊池風磨（Sexy Zone）、飯塚悟志（東京03）、横澤夏子               | 「新春バナナマンのせっかくグルメ!!豪華芸能人が食べ始め4時間SP」（17:00 - 21:00） |
| 181 | 01月02日 | 千葉県成田市                                        | 妻夫木聡、松下奈緒                                                     | 生田絵梨花、菊池風磨（Sexy Zone）、飯塚悟志（東京03）、横澤夏子               | 「新春バナナマンのせっかくグルメ!!豪華芸能人が食べ始め4時間SP」（17:00 - 21:00） |
| 181 | 01月02日 | 大分県別府市                                        | 佐藤勝利、中島健人、松島聡                                             | 生田絵梨花、菊池風磨（Sexy Zone）、飯塚悟志（東京03）、横澤夏子               | 「新春バナナマンのせっかくグルメ!!豪華芸能人が食べ始め4時間SP」（17:00 - 21:00） |
| 182 | 1月15日  | 富山県富山市                                        | 日村勇紀                                                               | 井桁弘恵、菊池風磨（Sexy Zone）、村上佳菜子、横澤夏子                         | 2時間スペシャル（19:00 - 21:00）                                                 |
| 182 | 1月15日  | 埼玉県川越市                                        | 広瀬すず、伊原六花                                                     | 井桁弘恵、菊池風磨（Sexy Zone）、村上佳菜子、横澤夏子                         | 2時間スペシャル（19:00 - 21:00）                                                 |
| 182 | 1月15日  | 千葉県成田市                                        | 妻夫木聡、松下奈緒                                                     | 井桁弘恵、菊池風磨（Sexy Zone）、村上佳菜子、横澤夏子                         | 2時間スペシャル（19:00 - 21:00）                                                 |
| 183 | 1月29日  | 長崎県島原市 長崎県雲仙市                           | 日村勇紀                                                               | 松田好花（日向坂46）、近藤春菜（ハリセンボン）                                | 2時間スペシャル（19:00 - 21:00）                                                 |
| 183 | 1月29日  | 石川県加賀市                                        | 関口メンディー                                                         | 松田好花（日向坂46）、近藤春菜（ハリセンボン）                                | 2時間スペシャル（19:00 - 21:00）                                                 |
| 184 | 2月12日  | 島根県松江市                                        | 日村勇紀                                                               | 渋谷凪咲（NMB48）、高橋真麻                                                   | 2時間スペシャル（19:00 - 21:00）                                                 |
| 184 | 2月12日  | 神奈川県相模原市                                    | 生田斗真、濱田岳                                                       | 渋谷凪咲（NMB48）、高橋真麻                                                   | 2時間スペシャル（19:00 - 21:00）                                                 |
| 185 | 2月26日  | 福岡県福岡市                                        | 日村勇紀                                                               | 大西流星（なにわ男子）、SHELLY                                                | 2時間スペシャル（19:00 - 21:00）                                                 |
| 185 | 2月26日  | 福岡県福岡市                                        | 飯尾和樹（ずん）                                                       | 大西流星（なにわ男子）、SHELLY                                                | 2時間スペシャル（19:00 - 21:00）                                                 |
| 186 | 3月12日  | 富山県富山市 長崎県雲仙市 島根県松江市 山口県下関市 | 日村勇紀                                                               | 髙橋ひかる、横澤夏子                                                          | 2時間スペシャル（19:00 - 21:00）                                                 |
| 186 | 3月12日  | 徳島県鳴門市                                        | 目黒蓮（Snow man）                                                     | 髙橋ひかる、横澤夏子                                                          | 2時間スペシャル（19:00 - 21:00）                                                 |
| 187 | 3月26日  | 瀬戸内海しまなみ海道（広島県尾道市）                | 日村勇紀                                                               | 長濱ねる、近藤春菜（ハリセンボン）                                            | 2時間スペシャル（19:00 - 21:00）                                                 |
| 187 | 3月26日  | 長崎県佐世保市                                      | ギャル曾根                                                             | 長濱ねる、近藤春菜（ハリセンボン）                                            | 2時間スペシャル（19:00 - 21:00）                                                 |
| 188 | 4月9日   | 京都府京都市右京区                                  | 日村勇紀                                                               | 渋谷凪咲（NMB48）、近藤夏子                                                   | 2時間スペシャル（19:00 - 21:00）                                                 |
| 188 | 4月9日   | 愛知県岡崎市                                        | 鈴木亮平、中条あやみ                                                   | 渋谷凪咲（NMB48）、近藤夏子                                                   | 2時間スペシャル（19:00 - 21:00）                                                 |
| 189 | 4月23日  | 福島県いわき市                                      | 日村勇紀                                                               | 丹生明里（日向坂46）、村上佳菜子                                              | 2時間スペシャル（19:00 - 21:00）                                                 |
| 189 | 4月23日  | 愛知県岡崎市                                        | 福山雅治、大泉洋                                                       | 丹生明里（日向坂46）、村上佳菜子                                              | 2時間スペシャル（19:00 - 21:00）                                                 |
| 190 | 5月7日   | 熊本県天草市                                        | 日村勇紀                                                               | 小森隼（GENERATIONS）、佐野勇斗                                               | 2時間スペシャル（19:00 - 21:00）                                                 |
| 190 | 5月7日   | 長野県安曇野市                                      | 錦鯉                                                                   | 小森隼（GENERATIONS）、佐野勇斗                                               | 2時間スペシャル（19:00 - 21:00）                                                 |
| 191 | 5月21日  | 福島県いわき市 京都府京都市右京区                   | 日村勇紀                                                               | 秋元真夏、横澤夏子                                                            | 2時間スペシャル（19:00 - 21:00）                                                 |
| 191 | 5月21日  | 長崎県佐世保市                                      | ギャル曽根                                                             | 秋元真夏、横澤夏子                                                            | 2時間スペシャル（19:00 - 21:00）                                                 |
| 191 | 5月21日  | 鹿児島県南さつま市                                  | 山田裕貴、赤楚衛二                                                     | 秋元真夏、横澤夏子                                                            | 2時間スペシャル（19:00 - 21:00）                                                 |
| 192 | 6月4日   | 宮城県仙台市                                        | 日村勇紀                                                               | 佐々木久美（日向坂46）、SHELLY                                                | 2時間スペシャル（19:00 - 21:00）                                                 |
| 192 | 6月4日   | 北海道北広島市                                      | 関口メンディー                                                         | 佐々木久美（日向坂46）、SHELLY                                                | 2時間スペシャル（19:00 - 21:00）                                                 |
| 193 | 6月18日  | 長野県松本市                                        | 日村勇紀                                                               | 今田美桜、村上佳菜子                                                          | 2時間スペシャル（19:00 - 21:00）                                                 |
| 193 | 6月18日  | 宮崎県宮崎市                                        | 中澤佑二、槙野智章                                                     | 今田美桜、村上佳菜子                                                          | 2時間スペシャル（19:00 - 21:00）                                                 |
| 194 | 7月2日   | 千葉県館山市 千葉県鴨川市                           | 日村勇紀                                                               | 今田美桜、藤本美貴                                                            | 2時間スペシャル（19:00 - 21:00）                                                 |
| 194 | 7月2日   | 愛媛県伊予市                                        | 目黒蓮（Snow man）                                                     | 今田美桜、藤本美貴                                                            | 2時間スペシャル（19:00 - 21:00）                                                 |
| 195 | 7月16日  | 広島県広島市                                        | 日村勇紀                                                               | 伊原六花、近藤春菜（ハリセンボン）                                            | 2時間スペシャル（19:00 - 21:00）                                                 |
| 195 | 7月16日  | 神奈川県藤沢市                                      | 堺雅人、阿部寛                                                         | 伊原六花、近藤春菜（ハリセンボン）                                            | 2時間スペシャル（19:00 - 21:00）                                                 |
| 196 | 7月30日  | 北海道富良野市                                      | 日村勇紀                                                               | 指原莉乃、川田裕美                                                            | 2時間スペシャル（19:00 - 21:00）                                                 |
| 196 | 7月30日  | 静岡県浜松市                                        | 貴乃花、近藤春菜（ハリセンボン）、安藤なつ（メイプル超合金）           | 指原莉乃、川田裕美                                                            | 2時間スペシャル（19:00 - 21:00）                                                 |
| 197 | 8月13日  | 沖縄県石垣島                                        | 日村勇紀                                                               | SHELLY、井桁弘恵                                                              | 2時間スペシャル（19:00 - 21:00）                                                 |
| 197 | 8月13日  | 埼玉県秩父（秩父市、長瀞町）                        | 綾瀬はるか、羽村仁成（Go!Go!kids/ジャニーズJr.）                       | SHELLY、井桁弘恵                                                              | 2時間スペシャル（19:00 - 21:00）                                                 |
| 198 | 8月27日  | 高知県四万十市                                      | 日村勇紀                                                               | 渋谷凪咲（NMB48）、陣内智則                                                   | 2時間スペシャル（19:00 - 21:00）                                                 |
| 198 | 8月27日  | 愛知県名古屋市                                      | 佐藤浩市、横浜流星                                                     | 渋谷凪咲（NMB48）、陣内智則                                                   | 2時間スペシャル（19:00 - 21:00）                                                 |
| 199 | 9月17日  | 千葉県館山市 広島県広島市 沖縄県石垣島              | 日村勇紀                                                               | 佐藤勝利（Sexy Zone）、SHELLY、今田美桜、藤本美貴                             | 2時間スペシャル（19:00 - 21:00）                                                 |
| 199 | 9月17日  | 宮崎県宮崎市                                        | 安藤なつ（メイプル超合金）、小杉竜一（ブラックマヨネーズ）、富栄ドラム | 佐藤勝利（Sexy Zone）、SHELLY、今田美桜、藤本美貴                             | 2時間スペシャル（19:00 - 21:00）                                                 |
| 200 | 10月15日 | 山形県山形市                                        | 日村勇紀                                                               | ホラン千秋、村上佳菜子                                                        | 2時間スペシャル（19:00 - 21:00）                                                 |
| 200 | 10月15日 | 三重県伊勢市                                        | 鈴木亮平、黒木華                                                       | ホラン千秋、村上佳菜子                                                        | 2時間スペシャル（19:00 - 21:00）                                                 |
| 201 | 10月29日 | 岐阜県飛騨高山（高山市）                            | 日村勇紀                                                               | 高橋真麻、横澤夏子                                                            | 2時間スペシャル（19:00 - 21:00）                                                 |
| 201 | 10月29日 | 茨城県つくば市                                      | 広瀬アリス、道枝駿佑（なにわ男子）                                     | 高橋真麻、横澤夏子                                                            | 2時間スペシャル（19:00 - 21:00）                                                 |
| 202 | 11月5日  | 秋田県秋田市 高知県四万十市                         | 日村勇紀                                                               | 近藤春菜（ハリセンボン）、佐々木久美（日向坂46）、陣内智則、渋谷凪咲（NMB48） | 2時間スペシャル（19:00 - 21:00）                                                 |
| 202 | 11月5日  | 新潟県新潟市                                        | ギャル曽根                                                             | 近藤春菜（ハリセンボン）、佐々木久美（日向坂46）、陣内智則、渋谷凪咲（NMB48） | 2時間スペシャル（19:00 - 21:00）                                                 |
| 203 | 11月26日 | 秋田県秋田市 岩手県盛岡市                           | 日村勇紀                                                               | 山下美月（乃木坂46）、澤部佑（ハライチ）                                      | 2時間スペシャル（19:00 - 21:00）                                                 |
| 203 | 11月26日 | 三重県伊勢市                                        | 鈴木亮平、黒木華                                                       | 山下美月（乃木坂46）、澤部佑（ハライチ）                                      | 2時間スペシャル（19:00 - 21:00）                                                 |
| 204 | 12月10日 | 山形県山形市 岐阜県飛騨高山（高山市）               | 日村勇紀                                                               | 小森隼（GENERATIONS）、井桁弘恵                                               | 2時間スペシャル（19:00 - 21:00）                                                 |
| 204 | 12月10日 | 北海道登別市                                        | 飯尾和樹（ずん）、ケンドーコバヤシ                                     | 小森隼（GENERATIONS）、井桁弘恵                                               | 2時間スペシャル（19:00 - 21:00）                                                 |
| 204 | 12月10日 | 愛媛県松山市                                        | 村上佳菜子、高橋大輔                                                   | 小森隼（GENERATIONS）、井桁弘恵                                               | 2時間スペシャル（19:00 - 21:00）                                                 |

##### 2024年
| 回  | 放送日   | 行き先                                                            | ロケ出演者                                                       | スタジオゲスト                                                                                      | 備考                                                        |
| --- | -------- | ----------------------------------------------------------------- | ---------------------------------------------------------------- | --------------------------------------------------------------------------------------------------- | ----------------------------------------------------------- |
| 205 | 01月02日 | 北海道札幌市 福岡県福岡市 大分県別府市                            | 日村勇紀                                                         | 菊池風磨（Sexy Zone）、芳根京子、SHELLY、飯塚悟志（東京03）、近藤春菜（ハリセンボン）               | 新春スペシャル（17:00 - 21:00）                             |
| 205 | 01月02日 | 栃木県日光市                                                      | 綾瀬はるか、竹野内豊、佐藤健                                     | 菊池風磨（Sexy Zone）、芳根京子、SHELLY、飯塚悟志（東京03）、近藤春菜（ハリセンボン）               | 新春スペシャル（17:00 - 21:00）                             |
| 205 | 01月02日 | 神奈川県逗子・葉山（葉山町）                                      | 西島秀俊、芦田愛菜                                               | 菊池風磨（Sexy Zone）、芳根京子、SHELLY、飯塚悟志（東京03）、近藤春菜（ハリセンボン）               | 新春スペシャル（17:00 - 21:00）                             |
| 205 | 01月02日 | 千葉県成田市                                                      | 山﨑賢人、眞栄田郷敦                                             | 菊池風磨（Sexy Zone）、芳根京子、SHELLY、飯塚悟志（東京03）、近藤春菜（ハリセンボン）               | 新春スペシャル（17:00 - 21:00）                             |
| 206 | 01月14日 | 北海道札幌市 岩手県盛岡市                                         | 日村勇紀                                                         | 久間田琳加、陣内智則                                                                                | 2時間スペシャル（19:00 - 21:00）                            |
| 206 | 01月14日 | 神奈川県逗子・葉山（逗子市・葉山町）                              | 西島秀俊、芦田愛菜                                               | 久間田琳加、陣内智則                                                                                | 2時間スペシャル（19:00 - 21:00）                            |
| 207 | 02月04日 | 山口県萩市                                                        | 日村勇紀                                                         | 小森隼（GENERATIONS）、横澤夏子                                                                     | 2時間スペシャル（19:00 - 21:00）                            |
| 207 | 02月04日 | 静岡県熱海市                                                      | 仲里依紗、吉田羊                                                 | 小森隼（GENERATIONS）、横澤夏子                                                                     | 2時間スペシャル（19:00 - 21:00）                            |
| 208 | 02月18日 | 北海道札幌市 福岡県福岡市 山口県萩市 岐阜県飛騨高山（高山市）     | 日村勇紀                                                         | 指原莉乃、川田裕美                                                                                  | 2時間スペシャル（19:00 - 21:00）                            |
| 208 | 02月18日 | 神奈川県横須賀市                                                  | 上白石萌音、安藤なつ（メイプル超合金）、近藤春菜（ハリセンボン） | 指原莉乃、川田裕美                                                                                  | 2時間スペシャル（19:00 - 21:00）                            |
| 209 | 03月03日 | 宮崎県延岡市                                                      | 日村勇紀                                                         | 井桁弘恵、近藤春菜（ハリセンボン）                                                                  | 2時間スペシャル（19:00 - 21:00）                            |
| 209 | 03月03日 | 岡山県倉敷市                                                      | TAKAHIRO、NESMITH（EXILE）                                       | 井桁弘恵、近藤春菜（ハリセンボン）                                                                  | 2時間スペシャル（19:00 - 21:00）                            |
| 210 | 03月17日 | 新潟県上越市 富山県氷見市                                         | 日村勇紀                                                         | 満島真之介、横澤夏子                                                                                | 2時間スペシャル（19:00 - 21:00）                            |
| 211 | 03月31日 | 三重県志摩市                                                      | 日村勇紀                                                         | 髙橋ひかる、SHELLY                                                                                  | 祝10周年3時間スペシャル（19:00 - 22:00）                    |
| 211 | 03月31日 | 埼玉県飯能市                                                      | ギャル曽根                                                       | 髙橋ひかる、SHELLY                                                                                  | 祝10周年3時間スペシャル（19:00 - 22:00）                    |
| 212 | 04月14日 | 静岡県三島市                                                      | 日村勇紀                                                         | 久間田琳加、澤部佑（ハライチ）                                                                      | 2時間スペシャル（19:00 - 21:00）                            |
| 212 | 04月14日 | 神奈川県鎌倉市                                                    | 長谷川博己、北村匠海                                             | 久間田琳加、澤部佑（ハライチ）                                                                      | 2時間スペシャル（19:00 - 21:00）                            |
| 213 | 04月28日 | 沖縄県うるま市                                                    | 日村勇紀                                                         | 小泉孝太郎、村上佳菜子                                                                              | 2時間スペシャル（19:00 - 21:00）                            |
| 213 | 04月28日 | 栃木県那須町                                                      | 川口春奈、松下洸平                                               | 小泉孝太郎、村上佳菜子                                                                              | 2時間スペシャル（19:00 - 21:00）                            |
| 214 | 05月12日 | 福井県敦賀市                                                      | 日村勇紀                                                         | 佐野勇斗、近藤春菜（ハリセンボン）                                                                  | 2時間スペシャル（19:00 - 21:00）                            |
| 214 | 05月12日 | 埼玉県飯能市                                                      | ギャル曽根                                                       | 佐野勇斗、近藤春菜（ハリセンボン）                                                                  | 2時間スペシャル（19:00 - 21:00）                            |
| 214 | 05月12日 | 鹿児島県鹿児島市                                                  | 石原良純、柳沢慎吾                                               | 佐野勇斗、近藤春菜（ハリセンボン）                                                                  | 2時間スペシャル（19:00 - 21:00）                            |
| 215 | 05月26日 | 宮崎県延岡市 静岡県三島市 沖縄県うるま市 福井県敦賀市             | 日村勇紀                                                         | 白濱亜嵐（GENERATIONS）、横澤夏子                                                                   | 2時間スペシャル（19:00 - 21:00）                            |
| 215 | 05月26日 | 岡山県岡山市                                                      | 永野芽郁、安藤なつ（メイプル超合金）                             | 白濱亜嵐（GENERATIONS）、横澤夏子                                                                   | 2時間スペシャル（19:00 - 21:00）                            |
| 216 | 06月09日 | 和歌山県田辺市                                                    | 日村勇紀                                                         | 松田里奈（櫻坂46）、村上佳菜子                                                                      | 2時間スペシャル（19:00 - 21:00）                            |
| 216 | 06月09日 | 青森県十和田市                                                    | ケンドーコバヤシ、小杉竜一（ブラックマヨネーズ）                 | 松田里奈（櫻坂46）、村上佳菜子                                                                      | 2時間スペシャル（19:00 - 21:00）                            |
| 217 | 06月30日 | 長野県長野市                                                      | 日村勇紀                                                         | 渋谷凪咲、飯塚悟志（東京03）                                                                        | 2時間スペシャル（19:00 - 21:00）                            |
| 217 | 06月30日 | 熊本県阿蘇市                                                      | 佐野勇斗                                                         | 渋谷凪咲、飯塚悟志（東京03）                                                                        | 2時間スペシャル（19:00 - 21:00）                            |
| 218 | 07月07日 | 福島県福島市                                                      | 日村勇紀                                                         | 小森隼（GENERATIONS）、近藤春菜（ハリセンボン）                                                     | 2時間スペシャル（19:00 - 21:00）                            |
| 218 | 07月07日 | 静岡県伊東市                                                      | 小泉孝太郎、内野聖陽                                             | 小森隼（GENERATIONS）、近藤春菜（ハリセンボン）                                                     | 2時間スペシャル（19:00 - 21:00）                            |
| 219 | 07月21日 | 北海道旭川・十勝（旭川市・帯広市）                                | 日村勇紀                                                         | 村上佳菜子、野呂佳代                                                                                | 2時間スペシャル（19:00 - 21:00）                            |
| 220 | 08月04日 | 沖縄県うるま市 長野県長野市 北海道十勝地方（帯広市） 福島県福島市 | 日村勇紀                                                         | 滝沢カレン、SHELLY                                                                                  | 2時間スペシャル（19:00 - 21:00）                            |
| 220 | 08月04日 | 愛知県名古屋市                                                    | 眞栄田郷敦、板垣李光人                                           | 滝沢カレン、SHELLY                                                                                  | 2時間スペシャル（19:00 - 21:00）                            |
| 221 | 08月25日 | 山梨県富士吉田市・山中湖村                                        | 日村勇紀                                                         | 鈴木福、横澤夏子                                                                                    | 2時間スペシャル（19:00 - 21:00）                            |
| 221 | 08月25日 | 神奈川県茅ヶ崎市                                                  | 満島ひかり、岡田将生                                             | 鈴木福、横澤夏子                                                                                    | 2時間スペシャル（19:00 - 21:00）                            |
| 222 | 09月08日 | 京都府丹後エリア（宮津市、京丹後市）                              | 日村勇紀                                                         | 井桁弘恵、高橋茂雄（サバンナ）                                                                      | 2時間スペシャル（19:00 - 21:00）                            |
| 222 | 09月08日 | 群馬県高崎市                                                      | 西島秀俊、松坂桃李                                               | 井桁弘恵、高橋茂雄（サバンナ）                                                                      | 2時間スペシャル（19:00 - 21:00）                            |
| 223 | 09月29日 | 岩手県奥州市                                                      | 日村勇紀                                                         | 松田里奈（櫻坂46）、陣内智則                                                                        | ★祝50-50達成!大谷翔平の地元で日村が爆食SP （19:00 - 21:54） |
| 223 | 09月29日 | 静岡県静岡市                                                      | 中畑清、野呂佳代                                                 | 松田里奈（櫻坂46）、陣内智則                                                                        | ★祝50-50達成!大谷翔平の地元で日村が爆食SP （19:00 - 21:54） |
| 223 | 09月29日 | 高知県高知市                                                      | 佐野勇斗                                                         | 松田里奈（櫻坂46）、陣内智則                                                                        | ★祝50-50達成!大谷翔平の地元で日村が爆食SP （19:00 - 21:54） |
| 224 | 10月13日 | 香川県高松市                                                      | 日村勇紀                                                         | 齋藤飛鳥、近藤春菜（ハリセンボン）                                                                  | 2時間スペシャル（19:00 - 21:00）                            |
| 224 | 10月13日 | 栃木県宇都宮市                                                    | 柳楽優弥、坂東龍汰                                               | 齋藤飛鳥、近藤春菜（ハリセンボン）                                                                  | 2時間スペシャル（19:00 - 21:00）                            |
| 225 | 10月20日 | 新潟県魚沼市、長岡市                                              | 日村勇紀                                                         | 髙木菜那、横澤夏子                                                                                  | 2時間スペシャル（19:00 - 21:00）                            |
| 225 | 10月20日 | 長崎県長崎市                                                      | 神木隆之介、清水尋也                                             | 髙木菜那、横澤夏子                                                                                  | 2時間スペシャル（19:00 - 21:00）                            |
| 226 | 11月24日 | 秋田県大仙市、仙北市                                              | 日村勇紀                                                         | 小泉孝太郎、村上佳菜子                                                                              | 2時間スペシャル（19:00 - 20:54）                            |
| 227 | 12月08日 | 山梨県富士吉田市 新潟県魚沼市 京都府京丹後市                      | 日村勇紀                                                         | 伊原六花、藤本美貴、井桁弘恵、高橋茂雄（サバンナ）                                                  | 2時間スペシャル（19:00 - 20:54）                            |
| 227 | 12月08日 | 栃木県足利市                                                      | 赤楚衛二、中島裕翔（Hey! Say! JUMP）                             | 伊原六花、藤本美貴、井桁弘恵、高橋茂雄（サバンナ）                                                  | 2時間スペシャル（19:00 - 20:54）                            |
| 228 | 12月29日 | 2024年ステキな出会い&グルメ20連発                                 | 日村勇紀                                                         | 飯塚聡志（東京03）、近藤春菜（ハリセンボン）、 高橋茂雄（サバンナ）、深澤辰哉（Snow Man）、芳根京子 | 3時間スペシャル（18:00 - 21:00）                            |
| 228 | 12月29日 | 長野県軽井沢町                                                    | 木村拓哉、及川光博                                               | 飯塚聡志（東京03）、近藤春菜（ハリセンボン）、 高橋茂雄（サバンナ）、深澤辰哉（Snow Man）、芳根京子 | 3時間スペシャル（18:00 - 21:00）                            |
| 228 | 12月29日 | 神奈川県逗子市、葉山町                                            | 沢村一樹、中村アン                                               | 飯塚聡志（東京03）、近藤春菜（ハリセンボン）、 高橋茂雄（サバンナ）、深澤辰哉（Snow Man）、芳根京子 | 3時間スペシャル（18:00 - 21:00）                            |

##### 2025年
| 回  | 放送日   | 行き先                                                    | ロケ出演者                                       | スタジオゲスト                                              | 備考                             |
| --- | -------- | --------------------------------------------------------- | ------------------------------------------------ | ----------------------------------------------------------- | -------------------------------- |
| 229 | 01月02日 | 静岡県伊豆の国市、熱海市 石川県金沢市                     | 日村勇紀                                         | 星野源、飯塚聡志（東京03）、SHELLY、野呂佳代、横澤夏子      | 新春スペシャル（17:00 - 21:00）  |
| 229 | 01月02日 | 千葉県成田市                                              | 松たか子、多部未華子                             | 星野源、飯塚聡志（東京03）、SHELLY、野呂佳代、横澤夏子      | 新春スペシャル（17:00 - 21:00）  |
| 229 | 01月02日 | 栃木県日光市・前編                                        | 広瀬すず、磯村勇斗                               | 星野源、飯塚聡志（東京03）、SHELLY、野呂佳代、横澤夏子      | 新春スペシャル（17:00 - 21:00）  |
| 230 | 01月19日 | 石川県金沢市                                              | 日村勇紀                                         | 澤部佑（ハライチ）、トラウデン直美                          | 2時間スペシャル（19:00 - 21:00） |
| 230 | 01月19日 | 神奈川県小田原市                                          | 松坂桃李、岡田将生                               | 澤部佑（ハライチ）、トラウデン直美                          | 2時間スペシャル（19:00 - 21:00） |
| 230 | 01月19日 | 栃木県日光市・後編                                        | 広瀬すず、磯村勇斗                               | 澤部佑（ハライチ）、トラウデン直美                          | 2時間スペシャル（19:00 - 21:00） |
| 231 | 02月02日 | 北海道札幌市 静岡県熱海市、伊豆の国市                     | 日村勇紀                                         | 陣内智則、伊原六花                                          | 2時間スペシャル（19:00 - 20:54） |
| 232 | 02月16日 | 愛媛県松山市                                              | 日村勇紀                                         | 中西茂樹（なすなかにし）、横澤夏子                          | 2時間スペシャル（19:00 - 20:54） |
| 232 | 02月16日 | 千葉県鴨川市                                              | 目黒蓮（Snow Man）                               | 中西茂樹（なすなかにし）、横澤夏子                          | 2時間スペシャル（19:00 - 20:54） |
| 233 | 03月02日 | 長野県上田市                                              | 日村勇紀                                         | 近藤春菜（ハリセンボン）、齊藤京子                          | 2時間スペシャル（19:00 - 20:54） |
| 233 | 03月02日 | 宮崎県宮崎市                                              | 中畑清、野呂佳代                                 | 近藤春菜（ハリセンボン）、齊藤京子                          | 2時間スペシャル（19:00 - 20:54） |
| 234 | 03月16日 | 静岡県下田市                                              | 日村勇紀                                         | SHELLY、松田里奈（櫻坂46）                                  | 2時間スペシャル（19:00 - 20:54） |
| 234 | 03月16日 | 鹿児島県霧島市                                            | ケンドーコバヤシ、小杉竜一（ブラックマヨネーズ） | SHELLY、松田里奈（櫻坂46）                                  | 2時間スペシャル（19:00 - 20:54） |
| 235 | 03月30日 | 千葉県館山市、沖縄県宮古島市、 北海道札幌市、長野県上田市 | 日村勇紀                                         | 井桁弘恵、近藤春菜（ハリセンボン）、山下美月                | 3時間スペシャル（19:00 - 21:54） |
| 234 | 04月13日 | 沖縄県宮古島市、静岡県下田市                              | 日村勇紀                                         | 藤本美貴、村上佳菜子                                        | 2時間スペシャル（19:00 - 21:00） |
| 234 | 04月13日 | 神奈川県鎌倉市                                            | 阿部寛、道枝駿佑（なにわ男子）                   | 藤本美貴、村上佳菜子                                        | 2時間スペシャル（19:00 - 21:00） |
| 235 | 04月27日 | 広島県尾道市                                              | 日村勇紀                                         | 小森隼（GENERATIONS）、横澤夏子                             | 2時間スペシャル（19:00 - 20:54） |
| 235 | 04月27日 | 静岡県浜松市                                              | ギャル曽根                                       | 小森隼（GENERATIONS）、横澤夏子                             | 2時間スペシャル（19:00 - 20:54） |
| 236 | 05月11日 | 福岡県福岡市                                              | 日村勇紀                                         | 井桁弘恵、若槻千夏                                          | 2時間スペシャル（19:00 - 20:54） |
| 236 | 05月11日 | 福岡県福岡市                                              | 高橋大輔、髙木菜那、須﨑優衣                     | 井桁弘恵、若槻千夏                                          | 2時間スペシャル（19:00 - 20:54） |
| 237 | 05月25日 | 千葉県館山市、広島県尾道市 愛媛県松山市                   | 日村勇紀                                         | SHELLY、王林                                                | 2時間スペシャル（19:00 - 20:54） |
| 237 | 05月25日 | 神奈川県横須賀市                                          | 寺尾聰、佐藤栞里                                 | SHELLY、王林                                                | 2時間スペシャル（19:00 - 20:54） |
| 238 | 06月08日 | 静岡県富士市                                              | 日村勇紀                                         | 指原莉乃、藤本美貴                                          | 2時間スペシャル（19:00 - 20:54） |
| 238 | 06月08日 | 群馬県前橋市                                              | ギャル曽根                                       | 指原莉乃、藤本美貴                                          | 2時間スペシャル（19:00 - 20:54） |
| 239 | 06月22日 | 長野県安曇野市                                            | 日村勇紀                                         | 澤部佑（ハライチ）、松田里奈（櫻坂46）                      | 2時間スペシャル（19:00 - 21:00） |
| 239 | 06月22日 | 静岡県沼津市                                              | 張本智和、張本美和                               | 澤部佑（ハライチ）、松田里奈（櫻坂46）                      | 2時間スペシャル（19:00 - 21:00） |
| 240 | 07月06日 | 鹿児島県奄美市                                            | 日村勇紀                                         | 近藤春菜（ハリセンボン）、佐々木久美、 向井康二（Snow Man） | 3時間スペシャル（19:00 - 21:54） |
| 240 | 07月06日 | 神奈川県藤沢市                                            | 松本潤、新田真剣佑                               | 近藤春菜（ハリセンボン）、佐々木久美、 向井康二（Snow Man） | 3時間スペシャル（19:00 - 21:54） |
| 240 | 07月06日 | 埼玉県秩父市                                              | 中村倫也、渡辺隆（錦鯉）                         | 近藤春菜（ハリセンボン）、佐々木久美、 向井康二（Snow Man） | 3時間スペシャル（19:00 - 21:54） |
| 241 | 07月27日 | 福岡県福岡市、静岡県富士市 長野県安曇野市                 | 日村勇紀                                         | 宮澤エマ、横澤夏子                                          | 2時間スペシャル（19:00 - 21:00） |
| 241 | 07月27日 | 沖縄県那覇市                                              | 鈴木亮平、江口洋介、菜々緒                       | 宮澤エマ、横澤夏子                                          | 2時間スペシャル（19:00 - 21:00） |
| 241 | 07月27日 | 神奈川県藤沢市                                            | 松本潤                                           | 宮澤エマ、横澤夏子                                          | 2時間スペシャル（19:00 - 21:00） |
| 242 | 08月10日 | 北海道釧路市、帯広市                                      | 日村勇紀                                         | 藤本美貴、久間田琳加                                        | 2時間スペシャル（19:00 - 20:54） |

## ネット局と放送時間

### 第1期
| 放送対象地域   | 放送局                    | 系列    | 放送期間                | 放送日時                      | 備考                       |
| -------------- | ------------------------- | ------- | ----------------------- | ----------------------------- | -------------------------- |
| 関東広域圏     | TBSテレビ（TBS）          | TBS系列 | 2015年4月21日 - 7月6日  | 火曜 0:41 - 1:11 （月曜深夜） | 制作局                     |
| 岩手県         | IBC岩手放送（IBC）        | TBS系列 | 2015年4月21日 - 7月6日  | 火曜 0:41 - 1:11 （月曜深夜） | 同時ネット                 |
| 福島県         | テレビユー福島（TUF）     | TBS系列 | 2015年4月21日 - 7月6日  | 火曜 0:41 - 1:11 （月曜深夜） | 同時ネット                 |
| 静岡県         | 静岡放送（SBS）           | TBS系列 | 2015年4月21日 - 7月6日  | 火曜 0:41 - 1:11 （月曜深夜） | 同時ネット                 |
| 愛媛県         | あいテレビ（itv）         | TBS系列 | 2015年4月21日 - 7月6日  | 火曜 0:41 - 1:11 （月曜深夜） | 同時ネット                 |
| 岡山県・香川県 | 山陽放送（RSK）           | TBS系列 | 2015年4月28日 - 7月14日 | 火曜 0:38 - 1:08（月曜深夜）  | 遅れネット                 |
| 新潟県         | 新潟放送（BSN）           | TBS系列 | 2015年4月29日 - 7月15日 | 水曜 1:13 - 1:43（火曜深夜）  | 遅れネット                 |
| 近畿広域圏     | 毎日放送（MBS）           | TBS系列 | 2015年5月2日 - 8月29日  | 土曜 1:35 - 2:05（金曜深夜）  | 遅れネット                 |
| 中京広域圏     | CBCテレビ （CBC）         | TBS系列 | 2015年5月6日 -          | 水曜 1:35 - 2:05 （火曜深夜） | 遅れネット                 |
| 青森県         | 青森テレビ（ATV）         | TBS系列 | 2015年5月7日 -          | 木曜 0:33 - 1:03（水曜深夜）  | 遅れネット                 |
| 山形県         | テレビユー山形（TUY）     | TBS系列 | 2015年5月7日 -          | 木曜 0:38 - 1:08（水曜深夜）  | 遅れネット                 |
| 広島県         | 中国放送（RCC）           | TBS系列 | 2015年5月11日 -         | 月曜 0:50 - 1:20（日曜深夜）  | 遅れネット                 |
| 宮城県         | 東北放送（TBC）           | TBS系列 | 2015年7月17日 -         | 金曜 1:13 - 1:43（木曜深夜）  | 遅れネット                 |
| 長崎県         | 長崎放送（NBC）           | TBS系列 | 2015年9月29日 -         | 火曜 14:55 - 15:30            | 遅れネット                 |
| 富山県         | チューリップテレビ（TUT） | TBS系列 | 2016年8月 -             | 金曜 10:20 - 10:50            | 遅れネット                 |
| 鳥取県・島根県 | 山陰放送（BSS）           | TBS系列 | 2016年1月3日            | 日曜 9:57 - 11:21             | 鳥取県琴浦町の回を単発放送 |
| 福岡県         | RKB毎日放送（RKB）        | TBS系列 | 不定期放送              | 不定期放送                    | 不定期放送                 |
| 長野県         | 信越放送（SBC）           | TBS系列 | 不定期放送              | 不定期放送                    | 不定期放送                 |

### 第2期
| 放送対象地域   | 放送局                    | 系列    | 放送日時                                | ネット状況 |
| -------------- | ------------------------- | ------- | --------------------------------------- | ---------- |
| 関東広域圏     | TBSテレビ（TBS）          | TBS系列 | 日曜 18:30 - 18:55 ↓ 日曜 18:30 - 19:00 | 【制作局】 |
| 北海道         | 北海道放送（HBC）         | TBS系列 | 日曜 18:30 - 18:55 ↓ 日曜 18:30 - 19:00 | 同時ネット |
| 青森県         | 青森テレビ（ATV）         | TBS系列 | 日曜 18:30 - 18:55 ↓ 日曜 18:30 - 19:00 | 同時ネット |
| 岩手県         | IBC岩手放送（IBC）        | TBS系列 | 日曜 18:30 - 18:55 ↓ 日曜 18:30 - 19:00 | 同時ネット |
| 宮城県         | 東北放送（tbc）           | TBS系列 | 日曜 18:30 - 18:55 ↓ 日曜 18:30 - 19:00 | 同時ネット |
| 山形県         | テレビユー山形（TUY）     | TBS系列 | 日曜 18:30 - 18:55 ↓ 日曜 18:30 - 19:00 | 同時ネット |
| 福島県         | テレビユー福島（TUF）     | TBS系列 | 日曜 18:30 - 18:55 ↓ 日曜 18:30 - 19:00 | 同時ネット |
| 新潟県         | 新潟放送（BSN）           | TBS系列 | 日曜 18:30 - 18:55 ↓ 日曜 18:30 - 19:00 | 同時ネット |
| 長野県         | 信越放送（SBC）           | TBS系列 | 日曜 18:30 - 18:55 ↓ 日曜 18:30 - 19:00 | 同時ネット |
| 山梨県         | テレビ山梨（UTY）         | TBS系列 | 日曜 18:30 - 18:55 ↓ 日曜 18:30 - 19:00 | 同時ネット |
| 静岡県         | 静岡放送（SBS）           | TBS系列 | 日曜 18:30 - 18:55 ↓ 日曜 18:30 - 19:00 | 同時ネット |
| 中京広域圏     | CBCテレビ（CBC）          | TBS系列 | 日曜 18:30 - 18:55 ↓ 日曜 18:30 - 19:00 | 同時ネット |
| 富山県         | チューリップテレビ（TUT） | TBS系列 | 日曜 18:30 - 18:55 ↓ 日曜 18:30 - 19:00 | 同時ネット |
| 石川県         | 北陸放送（MRO）           | TBS系列 | 日曜 18:30 - 18:55 ↓ 日曜 18:30 - 19:00 | 同時ネット |
| 近畿広域圏     | 毎日放送（MBS）           | TBS系列 | 日曜 18:30 - 18:55 ↓ 日曜 18:30 - 19:00 | 同時ネット |
| 鳥取県・島根県 | 山陰放送（BSS）           | TBS系列 | 日曜 18:30 - 18:55 ↓ 日曜 18:30 - 19:00 | 同時ネット |
| 岡山県・香川県 | RSK山陽放送（RSK）        | TBS系列 | 日曜 18:30 - 18:55 ↓ 日曜 18:30 - 19:00 | 同時ネット |
| 広島県         | 中国放送（RCC）           | TBS系列 | 日曜 18:30 - 18:55 ↓ 日曜 18:30 - 19:00 | 同時ネット |
| 山口県         | テレビ山口（tys）         | TBS系列 | 日曜 18:30 - 18:55 ↓ 日曜 18:30 - 19:00 | 同時ネット |
| 愛媛県         | あいテレビ（itv）         | TBS系列 | 日曜 18:30 - 18:55 ↓ 日曜 18:30 - 19:00 | 同時ネット |
| 高知県         | テレビ高知（KUTV）        | TBS系列 | 日曜 18:30 - 18:55 ↓ 日曜 18:30 - 19:00 | 同時ネット |
| 福岡県         | RKB毎日放送（RKB）        | TBS系列 | 日曜 18:30 - 18:55 ↓ 日曜 18:30 - 19:00 | 同時ネット |
| 長崎県         | 長崎放送（NBC）           | TBS系列 | 日曜 18:30 - 18:55 ↓ 日曜 18:30 - 19:00 | 同時ネット |
| 熊本県         | 熊本放送（RKK）           | TBS系列 | 日曜 18:30 - 18:55 ↓ 日曜 18:30 - 19:00 | 同時ネット |
| 大分県         | 大分放送（OBS）           | TBS系列 | 日曜 18:30 - 18:55 ↓ 日曜 18:30 - 19:00 | 同時ネット |
| 宮崎県         | 宮崎放送（mrt）           | TBS系列 | 日曜 18:30 - 18:55 ↓ 日曜 18:30 - 19:00 | 同時ネット |
| 鹿児島県       | 南日本放送（MBC）         | TBS系列 | 日曜 18:30 - 18:55 ↓ 日曜 18:30 - 19:00 | 同時ネット |
| 沖縄県         | 琉球放送（RBC）           | TBS系列 | 日曜 18:30 - 18:55 ↓ 日曜 18:30 - 19:00 | 同時ネット |

- BS-TBS：土曜 17:30 - 18:00（2019年4月27日 - 2021年3月27日。『バナナマンのせっかくグルメ!! 傑作選』として厳選放送）
- 秋田放送（日本テレビ系列）：2019年1月13日 16:55 - 17:25（第89回を放送）、2019年1月19日 14:00 - 14:30（第90回を放送）
- 四国放送（日本テレビ系列）：2020年5月5日 25:09 - 26:09（第99回を放送。副音声あり。『ゴジカル!』の穴埋め番組として）
- TVer：日曜 18:55 → 19:00 更新
- GYAO!：火曜 16:00 更新

### 第3期
| 放送対象地域   | 放送局                    | 系列    | 放送日時                                                     | ネット状況 |
| -------------- | ------------------------- | ------- | ------------------------------------------------------------ | ---------- |
| 関東広域圏     | TBSテレビ（TBS）          | TBS系列 | 日曜 20:00 - 20:54 ↓ 日曜 18:30 - 20:00 ↓ 日曜 19:00 - 20:00 | 【制作局】 |
| 北海道         | 北海道放送（HBC）         | TBS系列 | 日曜 20:00 - 20:54 ↓ 日曜 18:30 - 20:00 ↓ 日曜 19:00 - 20:00 | 同時ネット |
| 青森県         | 青森テレビ（ATV）         | TBS系列 | 日曜 20:00 - 20:54 ↓ 日曜 18:30 - 20:00 ↓ 日曜 19:00 - 20:00 | 同時ネット |
| 岩手県         | IBC岩手放送（IBC）        | TBS系列 | 日曜 20:00 - 20:54 ↓ 日曜 18:30 - 20:00 ↓ 日曜 19:00 - 20:00 | 同時ネット |
| 宮城県         | 東北放送（tbc）           | TBS系列 | 日曜 20:00 - 20:54 ↓ 日曜 18:30 - 20:00 ↓ 日曜 19:00 - 20:00 | 同時ネット |
| 山形県         | テレビユー山形（TUY）     | TBS系列 | 日曜 20:00 - 20:54 ↓ 日曜 18:30 - 20:00 ↓ 日曜 19:00 - 20:00 | 同時ネット |
| 福島県         | テレビユー福島（TUF）     | TBS系列 | 日曜 20:00 - 20:54 ↓ 日曜 18:30 - 20:00 ↓ 日曜 19:00 - 20:00 | 同時ネット |
| 新潟県         | 新潟放送（BSN）           | TBS系列 | 日曜 20:00 - 20:54 ↓ 日曜 18:30 - 20:00 ↓ 日曜 19:00 - 20:00 | 同時ネット |
| 長野県         | 信越放送（SBC）           | TBS系列 | 日曜 20:00 - 20:54 ↓ 日曜 18:30 - 20:00 ↓ 日曜 19:00 - 20:00 | 同時ネット |
| 山梨県         | テレビ山梨（UTY）         | TBS系列 | 日曜 20:00 - 20:54 ↓ 日曜 18:30 - 20:00 ↓ 日曜 19:00 - 20:00 | 同時ネット |
| 静岡県         | 静岡放送（SBS）           | TBS系列 | 日曜 20:00 - 20:54 ↓ 日曜 18:30 - 20:00 ↓ 日曜 19:00 - 20:00 | 同時ネット |
| 中京広域圏     | CBCテレビ（CBC）          | TBS系列 | 日曜 20:00 - 20:54 ↓ 日曜 18:30 - 20:00 ↓ 日曜 19:00 - 20:00 | 同時ネット |
| 富山県         | チューリップテレビ（TUT） | TBS系列 | 日曜 20:00 - 20:54 ↓ 日曜 18:30 - 20:00 ↓ 日曜 19:00 - 20:00 | 同時ネット |
| 石川県         | 北陸放送（MRO）           | TBS系列 | 日曜 20:00 - 20:54 ↓ 日曜 18:30 - 20:00 ↓ 日曜 19:00 - 20:00 | 同時ネット |
| 近畿広域圏     | 毎日放送（MBS）           | TBS系列 | 日曜 20:00 - 20:54 ↓ 日曜 18:30 - 20:00 ↓ 日曜 19:00 - 20:00 | 同時ネット |
| 鳥取県・島根県 | 山陰放送（BSS）           | TBS系列 | 日曜 20:00 - 20:54 ↓ 日曜 18:30 - 20:00 ↓ 日曜 19:00 - 20:00 | 同時ネット |
| 岡山県・香川県 | RSK山陽放送（RSK）        | TBS系列 | 日曜 20:00 - 20:54 ↓ 日曜 18:30 - 20:00 ↓ 日曜 19:00 - 20:00 | 同時ネット |
| 広島県         | 中国放送（RCC）           | TBS系列 | 日曜 20:00 - 20:54 ↓ 日曜 18:30 - 20:00 ↓ 日曜 19:00 - 20:00 | 同時ネット |
| 山口県         | テレビ山口（tys）         | TBS系列 | 日曜 20:00 - 20:54 ↓ 日曜 18:30 - 20:00 ↓ 日曜 19:00 - 20:00 | 同時ネット |
| 愛媛県         | あいテレビ（itv）         | TBS系列 | 日曜 20:00 - 20:54 ↓ 日曜 18:30 - 20:00 ↓ 日曜 19:00 - 20:00 | 同時ネット |
| 高知県         | テレビ高知（KUTV）        | TBS系列 | 日曜 20:00 - 20:54 ↓ 日曜 18:30 - 20:00 ↓ 日曜 19:00 - 20:00 | 同時ネット |
| 福岡県         | RKB毎日放送（RKB）        | TBS系列 | 日曜 20:00 - 20:54 ↓ 日曜 18:30 - 20:00 ↓ 日曜 19:00 - 20:00 | 同時ネット |
| 長崎県         | 長崎放送（NBC）           | TBS系列 | 日曜 20:00 - 20:54 ↓ 日曜 18:30 - 20:00 ↓ 日曜 19:00 - 20:00 | 同時ネット |
| 熊本県         | 熊本放送（RKK）           | TBS系列 | 日曜 20:00 - 20:54 ↓ 日曜 18:30 - 20:00 ↓ 日曜 19:00 - 20:00 | 同時ネット |
| 大分県         | 大分放送（OBS）           | TBS系列 | 日曜 20:00 - 20:54 ↓ 日曜 18:30 - 20:00 ↓ 日曜 19:00 - 20:00 | 同時ネット |
| 宮崎県         | 宮崎放送（mrt）           | TBS系列 | 日曜 20:00 - 20:54 ↓ 日曜 18:30 - 20:00 ↓ 日曜 19:00 - 20:00 | 同時ネット |
| 鹿児島県       | 南日本放送（MBC）         | TBS系列 | 日曜 20:00 - 20:54 ↓ 日曜 18:30 - 20:00 ↓ 日曜 19:00 - 20:00 | 同時ネット |
| 沖縄県         | 琉球放送（RBC）           | TBS系列 | 日曜 20:00 - 20:54 ↓ 日曜 18:30 - 20:00 ↓ 日曜 19:00 - 20:00 | 同時ネット |

### バナナマンの早起きせっかくグルメ!!
- 全編ローカルセールス枠のため、TBSテレビ以外の通常時同時ネット局でも、臨時非ネットもしくは遅れネット（通常時遅れネット局を除く）に変更する場合がある一方、通常時非ネット局でも臨時同時ネットで放送する場合がある（主に、非ネット地域内でロケが行われた回限定。もっとも大半は数日後以降の時差放送が多い）。
- 制作局のTBSテレビでは毎年4月中旬は『マスターズ・トーナメント』中継、年末年始はTBSテレビがこれまで放送したドラマの再放送を放送するためいずれも休止となる[23][24][25][26][27][28]。この場合TVerやU-NEXTの配信期間は臨時で1週分（2週間）長く設定されている。

ネット局
| 放送対象地域   | 放送局                | 系列    | 放送期間                            | 放送日時         | ネット状況 | 備考      |
| -------------- | --------------------- | ------- | ----------------------------------- | ---------------- | ---------- | --------- |
| 関東広域圏     | TBSテレビ（TBS）      | TBS系列 | 2021年4月4日 -                      | 日曜 6:00 - 6:45 | 制作局     | 制作局    |
| 中京広域圏     | CBCテレビ（CBC）      | TBS系列 | 2021年4月4日 -                      | 日曜 6:00 - 6:45 | 同時ネット |           |
| 福島県         | テレビユー福島（TUF） | TBS系列 | 2021年10月31日 -                    | 日曜 6:00 - 6:45 | 同時ネット |           |
| 山梨県         | テレビ山梨（UTY）     | TBS系列 | 2022年10月1日 -                     | 日曜 6:00 - 6:45 | 同時ネット |           |
| 青森県         | 青森テレビ（ATV）     | TBS系列 | 2022年4月3日 -                      | 日曜 6:00 - 6:45 | 同時ネット | [ 注 31 ] |
| 宮崎県         | 宮崎放送（mrt）       | TBS系列 | 2021年4月18日 -                     | 土曜 6:45 - 7:30 | 遅れネット | [ 注 32 ] |
| 岩手県         | IBC岩手放送（IBC）    | TBS系列 | 2022年10月1日 -                     | 土曜 6:45 - 7:30 | 遅れネット |           |
| 長野県         | 信越放送（SBC）       | TBS系列 | 2023年4月1日 -                      | 土曜 6:45 - 7:30 | 遅れネット |           |
| 岡山県・香川県 | RSK山陽放送（RSK）    | TBS系列 | 2023年4月1日 -                      | 土曜 6:15 - 7:00 | 遅れネット | [ 注 33 ] |
| 近畿広域圏     | 毎日放送（MBS）       | TBS系列 | 2023年4月1日 - 29日 2025年6月21日 - | 土曜 5:45 - 6:30 | 遅れネット | [ 注 34 ] |
| 広島県         | 中国放送（RCC）       | TBS系列 | 2024年1月6日 -                      | 土曜 6:15 - 7:00 | 遅れネット | [ 31 ]    |
| 宮城県         | 東北放送（tbc）       | TBS系列 | 不明                                | 不定期放送       | 遅れネット |           |
| 北海道         | 北海道放送（HBC）     | TBS系列 | 2024年4月6日 -                      | 土曜 6:45 - 7:30 | 遅れネット |           |
| 福岡県         | RKB毎日放送（RKB）    | TBS系列 | 2024年10月5日 -                     | 土曜 6:45 - 7:30 | 遅れネット |           |

過去のネット局
- 静岡放送（SBS）[注 35]
- 新潟放送（BSN）[注 36]
- 長崎放送（NBC）[注 37]
- これらの放送局でも不定期で編成される場合もある。

## スタッフ

### 第1期のスタッフ
- コーラス：Dreamers Union Choir
- 構成：ビル坂恵、永井ふわふわ、細井新
- TM：丹野至之
- TD：山下直
- CAM：中村年正
- VE：下山剛司
- 音声：角田彰久
- 照明：鈴木英敬
- ロケ技術：だだだ
- 編集：奈良貢
- MA：細川尚史
- 音響効果：吉田比呂樹（M-TANK）
- CG：岩澤新平（the King Maker）
- 美術：齋藤傑
- 美術制作：半田裕記
- 装置：相良比佐夫、椋野慎介
- 電飾：阿部達矢
- アクリル装飾：渡邊卓也
- ヘアメイク：石川尋美
- 編成：時松隆吉
- 宣伝：井田香帆里
- TK：滝本優子
- デスク：石川素子
- AD：大城慶太、菊川裕二、吉野達希
- AP：内田安妃子/松岡満枝、竹井晶子
- マネージメントプロデューサー：稲見亜矢
- ディレクター：田島与真、田辺純平
- 総合演出：平野亮一
- プロデューサー：神尾祐輔、渡邊宏
- 制作協力：ZIPPY
- 制作著作：TBS

### 第2期のスタッフ
- コーラス：Dreamers Union Choir
- 構成：ビル坂恵、永井ふわふわ、木野聡/興津豪乃
- TM：山下直
- TD：依田純、齊藤哲也、中里子（中→以前はCAM）
- CAM：井上久徳、宮下政人
- VE：粂川高広、大場貴文、姫野雅美、生田史織
- 音声：菅原正巳、井上奈央子、清宮拓
- 照明：鈴木英敬
- ロケ技術：だだだ、イメージランド、lNTECH、ティ・ピー・ブレーン
- 編集：奈良貢
- MA：細川尚史、和田真由美
- 音響効果：吉田比呂樹（M-TANK）
- 美術プロデューサー：太田卓志
- デザイナー：寒友哉
- 美術制作：宮本旭
- 小道具：フルマーク
- 装置：上田怜
- 操作：後藤希菜
- 装飾：東山浩美
- 電飾：阿部達矢
- アクリル装飾：渡邊卓也
- CG：岩澤新平（the king Maker）
- ヘアメイク：藤田三奈
- 編成：高橋正尚（2017年2月頃 - ）、中井芳彦（2018年6月頃 - ）[交代制]
- 宣伝：井田香帆里、益田千愛（週替り）
- TK：大島倫子
- デスク：石川素子
- リサーチ：岩間丈倫
- AD：吉野達希、下村健郎、滝澤巧実、佐藤美由香
- 制作進行：河野昌美、内藤真奈
- AP：武藤健志
- ディレクター：田辺純平、柳信也、永井洋之、亀崎裕介、永井雄一、境太資、大城慶太、花井純大朗、中村小市郎
- 制作プロデューサー：渡邊宏、松岡満枝/内山大輔/藤枝祐一郎
- プロデューサー：石黒光典、金原将公
- 総合演出：平野亮一
- 制作協力：ZIPPY PRODUCTION、Gothic、ハウフルス
- 制作：TBSテレビコンテンツ制作局制作一部
- 制作著作：TBS

### 第3期のスタッフ（2025年7月27日以降）
- コーラス：Dreamers Union Choir
- 構成：木野聡、永井ふわふわ、細井新／興津豪乃
- TM：掛田大輔
- TD：中里子、佐藤光一、喜友名邦裕（中・佐藤→以前はCAM、中→一時離脱）【週替り】
- CAM：遠藤貴史、三上茉梨、宮原里瑛、菅沼雄介【週替り】
- VE：池田麻鈴、松吉英明、富田祐介、浦里麻也【週替り】
- 音声：深田瑠美子、長井愛美、井上奈央子【週替り】
- 照明：鈴木英敬、木村郁恵、渋谷康治【週替り】
- ロケ技術：だだだ、ティ・ピー・ブレーン【毎週】、テックサービス、MABU、SilverNextLens、カメラのコロナ、スウィッシュジャパン、SWlFT、ラップ、プレゼンス・クルー、クロステレビジョン、ZEBRA CREAIVE【週替り】
- 協力：studio coody、東京オフラインセンター【不定期】
- 編集：MJ、奈良貢
- MA：TBS ACT（2021年4月3日-、旧 T-TEX）、佐藤龍志（佐藤→2022年7月31日-）、和田真由美（和田→一時離脱→復帰）、井田須美子（井田→2023年5月7日-）、泉野翔洋（泉野→2023年8月27日-）【週替り】
- 音響効果：吉田比呂樹・伊藤美寿々（M-TANK）
- 美術プロデューサー：勝藤俊則（以前は美術プロデューサー・デザイナー）
- 美術デザイナー：矢澤尚弥
- 美術ディレクター：磯山直美（以前は美術制作）、河原諒弥、浅野美幸
- 装置：上田怜
- 操作：後藤希菜
- 装飾：小川萌
- 電飾：阿部裕梨奈
- アクリル装飾：青木剛
- CG：岩澤新平（the king Maker）
- ヘアメイク：近藤見紀
- バナナマンスタイリスト：渡辺光
- イラスト原案：山川あかね
- 編成：吉藤芽衣
- 配信：石橋茉美
- 宣伝：中島聡、古永めぐみ
- TK：大島倫子
- デスク：石川素子
- リサーチ：岩間丈倫
- AD：高橋雄大、河内谷誠真、相川愛恵、武智由貴・島津眞樹、中山和、小越優斗、石井香乃、植村文哉、横井大輝・横塚夕葵、西野大智、吉野高弘・森山太一、中山彩愛、細山萌々江、諫山愛海、岡本航弥、阿部美幸、五十嵐歩未
- 制作進行：河野昌美
- AP：菊原里咲（以前はAD）、岩﨑美和子、木賀康元、守屋美紀、坂井由莉（坂井→以前はAD→制作進行）【週替り】
- ディレクター：芝崎志穂（ジッピー）、照屋航大、岡本裕太、小宮佑一朗、照井有、永井洋之、針谷涼佑、及能貴之、佐藤大空、吉田太地・籾山祐樹、望月創・中村小市郎（ハウフルス、共に一時離脱→復帰）、有馬彰人、丹川祥一、深津尚史・亀崎裕介・桑山ゆうり（Gothic、桑山→一時離脱→復帰）、中村元紀、大谷美環、佐々木泰知、神林直人、山田翔太（山田→一時離脱→復帰）、賀数勝(駿)吾、村田諒、水上雄一朗（針谷・有馬・深津・賀数→全員共以前はAD、大谷→以前は週替りAD→一時離脱→復帰）【週替り】
- キャスティングP：好田康智（以前はAP）、林貴恵、向恵利香
- 演出/ディレクター：鈴木修平【週替り、回によって異なる】
- 演出：田辺純平、柳信也（Gothic）
- プロデューサー：田邊哲平、石黒光典（石黒→以前はCP→プロデューサー→制作プロデューサー→再びCP→一時離脱）、渡邊宏・北條とも子（ジッピー）、内山大輔・武藤健志（Gothic）、藤枝祐一郎（ハウフルス）（武藤→以前はAP）（田邊・石黒以外全員共以前は担当プロデューサー）
- チーフプロデューサー・総合演出：平野亮一（以前は企画・総合演出→総合演出・プロデューサー）
- 制作協力：ジッピー、Gothic、ハウフルス
- 制作：TBSテレビコンテンツ制作局バラエティ制作一部
- 制作著作：TBS

### 早起きせっかくグルメ!!のスタッフ（2024年7月以降）
- コーラス：Dreamers Union Choir
- TM：掛田大輔
- TD：中里子、喜友名邦裕【週替り】
- TD/CAM：佐藤光一【週替り、回によって異なる】
- CAM：遠藤貴史、三上茉梨、宮原里瑛、大野紘平【週替り】
- VE：池田麻鈴、松吉英明、北澤希美、浦里麻也【週替り】
- 音声：深田瑠美子、長井愛美、井上奈央子、松浦絵理【週替り】
- 照明：鈴木英敬、渋谷康治【週替り】
- ロケ技術：だだだ【毎週】、ティ・ピー・ブレーン、テックサービス、TORIDE【週替り】
- 協力：studio coody、ミックビジョン、東京オフラインセンター
- 編集：MJ、奈良貢、根立ブルーノ
- MA：TBS ACT
- 音響効果：吉田比呂樹・伊藤美寿々（M-TANK）
- 美術プロデューサー：勝藤俊則（以前は美術プロデューサー・デザイナー）
- 美術デザイナー：矢澤尚弥
- 美術ディレクター：鈴木直美（以前は美術制作→一時離脱）、河原諒弥
- 装置：上田怜
- 操作：後藤希菜
- 装飾：小川萌
- 電飾：阿部達矢
- アクリル装飾：阿部裕梨奈
- イラスト原案：山川あかね
- CG：岩澤新平（the king Maker）
- ヘアメイク：近藤見紀
- バナナマンスタイリスト：渡辺光
- 編成：吉藤芽衣
- 宣伝：中島聡
- TK：大島倫子
- デスク：石川素子
- 配信：石橋茉美
- AD︰岡崎麟太郎、相川愛恵、金田なるみ、五十嵐歩未
- 制作進行：河野昌美
- AP：好田康智、向恵利香、守屋美紀
- ディレクター：望月創、安藤大起、有馬彰人、杉崎美月【毎週】、清水拓也、葺屋香乃子、有賀響平、源川友規、籾山祐樹、中村小市郎、小宮佑一朗、曽田健太郎、喜多剛祐、深津尚史、北嶋浩久（杉崎～源川・中村・北嶋→一時離脱→復帰、有馬・杉崎→共に以前はAD、中村・北嶋→以前は毎週）【週替り】
- 演出：花井純大朗、崎谷英蘭（崎谷→以前は毎週D）
- プロデューサー：藤枝祐一郎、田邉哲平、石黒光典（石黒→以前は制作プロデューサー→チーフプロデューサー→制作プロデューサー→チーフプロデューサー→一時離脱）
- チーフプロデューサー・総合演出：平野亮一（以前は企画・総合演出→総合演出・プロデューサー）
- 制作協力：ハウフルス
- 制作著作：TBS

### 過去のスタッフ
レギュラー版
- 構成︰ビル坂恵
- TM：長谷川晃司、森哲郎、鈴木博之
- TD：郷庭響子、依田純、柿崎祐人
- TD/CAM：高橋昴太郎
- CAM：大場貴文、鈴木菜奈、髙濱成生
- VE：生田史織、吉田崇、宮本民雄、高橋康弘、田中香鈴
- 音声：朝日拓郎、松浦絵理
- 照明：小田原琴実、下城舞
- ロケ技術：株式会社エイム、プレゼンス・クルー、リバーテクノデザイン、drone supply&control、SASEBO空撮、Aqrid、LAP、タイムリー、コードデザイン、富士空撮サービス
- MA：細川尚史
- 美術：齊藤傑
- 美術プロデューサー：太田卓志
- 美術プロデューサー・デザイナー：寒友哉（以前はデザイナー）
- 美術ディレクター︰小倉樹、藤原新
- 操作：坂上好明、岩尾匡介
- 装飾：東山浩美
- 電飾：阿部達矢
- 小道具：フルマーク
- アクリル装飾：渡邊卓也
- ヘアメイク：藤田三奈、川原悠希
- MP：中川通成（2017年1月8日 - 2018年6月24日）
- 編成：嵯峨祥平、佐藤美紀、小島健之、三浦萌、佐藤礼子、黎景怡、武田梓
- 宣伝：藤原萌子、井田香帆里
- 配信：相川拓也
- MP：服部英司
- AD：大平賢治/増田剛、鴻上祐弥、大場友貴、高田奈々、葛西美岬、垣永晶、松尾菜由、登春奈、林朋海、苅谷紗玖良、樋口昴、北村悠樹、八島大輝、佐藤宏樹、斎藤大、千場はるな、米田一樹、高木琴美、山田恭兵、田口愛美、保田菜々子、今田絵梨香、宮坂祐香、寺下大貴、芳賀優菜、谷道美香、三輪こころ、嶋倫子、前田大樹・十三稜司、万福浩介、金川由希、山下信哉、山本響介、中田隼人、石井真依、神野慎之介、石井将大、岡崎麒太郎、本間良平、菊池夢香、林真稚・川上未羽、平野直貴、井島悠佑、腰高直樹、中谷充希、佐脇孝慈、松村秀人、糸井優和、西田優奈、東美希、酒井萌美(充)、水野凜花、落合里美、佐藤多津奈、船元風香、山下元暉、平井悠渚
- 制作進行：山本敦美、細渕舞香
- AP：鈴木菜津美、西本賢一
- キャスティングP︰久田誠司（以前はAP）
- リサーチ：ビスポ
- ディレクター：高橋康弘、佐藤秀樹、中澤俊幸、中根拓也、吉野達希、中山暢浩、藤野智光、増本敬、浅野克己（D-PORT）、村居大輔、畠山雄太郎（ハウフルス）、源川友規、伊藤大佑、宮田穣、喜多剛祐、永島糧（BOマーズ）、伊達あかね、崎谷英蘭、葺屋香乃子（ZPLUS）、星野珠奈、松野亮（SCRATCH→パンスール）、関谷倫寿、川岸昌嗣、清水拓也、山田菜葉、齋藤裕弘（星野・清水→共に以前はAD）
- 演出︰花井純大朗（ハウフルス）
- 制作プロデューサー：松岡満枝（ジッピー）
- 担当プロデューサー：李英叔、丸山智子（ハウフルス）（共に以前は制作プロデューサー）
- プロデューサー：神尾祐輔、金原将公、時松隆吉、田崎真洋、池田尚弘、樋江井彰敏（樋江井→以前はMP→一時離脱）、渡邉晏夏（渡邉→以前はAD→ディレクター）

早起きせっかくグルメ!!版
- TM：鈴木博之
- TD：柿崎祐人
- CAM：高橋昴太郎、髙濱成生
- VE：田中香鈴
- 音声：國玉大夢
- 照明：小田原琴美、下城舞、清喜博二
- 美術プロデューサー：太田卓志
- デザイナー：寒友哉
- 美術ディレクター︰磯山直美、小倉樹、藤原新
- 装飾：東山浩美
- アクリル装飾：渡邊卓也、青木剛
- ヘアメイク：藤田三奈、川原悠希
- 編成：佐藤美紀、小島健之、三浦萌、佐藤礼子、黎景怡、武田梓
- 配信：相川拓也
- AD：石井将史、中谷充希、小林康、松村秀人、水野凛花、高橋雄大、糸井優和、落合里美、中川龍馬、武智由貴、根本健史、三留大貴、平井悠渚
- 制作進行：坂井由莉
- AP︰久田誠司
- ディレクター：星野珠奈、伊達あかね
- プロデューサー：時松隆吉、田崎真洋、池田尚弘、樋江井彰敏、渡邉晏夏（渡邊→以前はAD→毎週D）

## DVD
番組のDVD『バナナマンのせっかくグルメ!! ディレクターズカット版』Vol.1と2が2015年10月28日に、Vol.3が2016年2月26日に発売された。発売元：TBS / 販売元：TCエンタテインメント。いずれも2枚組で、初回生産限定特典あり。

## 関連書籍
- JTBのMOOK バナナマンのせっかくグルメ!! オフィシャルまんぷく旅ガイド（JTBパブリッシング）2024年4月1日 ISBN 978-4-533-15926-8